# مجموعات خليلي
مجموعات الخليلي هي ثماني مجموعات فنية مميزة جمعها ناصر د. الخليلي على مدى خمسة عقود. وتضم المجموعات مجتمعة نحو 35000 عمل فني، ويعتبر كل منها من بين أهم الأعمال في مجاله.
ومن بين هذه المجموعات أكبر مجموعة للفنون الإسلامية ، والتي تضم 26 ألف قطعة. وتضم مجموعة منفصلة حوالي 5000 قطعة متعلقة بالحج، تمتد من القرن السابع الميلادي إلى يومنا هذا. من اليابان، هناك 2200 قطعة من الفنون الزخرفية من عصر ميجي ومجموعة أخرى أكثر من 400 كيمونو، تغطي فترة 300 عام. المجموعة الخاصة الأكثر شمولًا من المينا، والتي تضم أكثر من 1500 قطعة، تتضمن أمثلة من الصين واليابان وأوروبا والأراضي الإسلامية. وتشمل المجموعات الثماني أيضًا 100 قطعة من المنسوجات المسطحة من جنوب السويد، و150 نموذجًا من الأعمال المعدنية الإسبانية المزخرفة بالدمشق (أي مع معدن مُطعّم في معدن آخر)، و48 وثيقة آرامية من باختر الأزبكية في القرن الرابع قبل الميلاد. تُظهر هذه المجموعات المتنوعة موضوعين يحفزان عادةً المجموعات الخاصة: جمع نماذج من أعلى القيم الفنية وتكوين سلسلة كاملة.
ويجري حاليًا نشر مائة كتالوج ودراسة تصف المجموعات. وقد أقيمت العديد من المعارض العامة المستمدة حصريًا من المجموعات، فضلًا عن إقراض الأشياء للمؤسسات التراثية.

## المجموعات

### الفن الإسلامي (700–2000)
تتضمن مجموعات الخليلي واحدة من أكثر مجموعات الفن الإسلامي شمولاً في العالم وأكبرها في أيدي القطاع الخاص. تتضمن مجموعة ناصر د. خليلي للفن الإسلامي 26 ألف قطعة توثق الفنون من الأراضي الإسلامية على مدى فترة تمتد لنحو 1400 عام. وقد وُصفَت في عام 1998 بأنها «واحدة من أكبر وأكثر مجموعات المخطوطات القرآنية تمثيلاً في العالم» وهي أكبر مجموعة خاصة. يعتقد خليلي أن الفن الإسلامي هو الأجمل على الإطلاق، إلا أنه لم يحظَ بالتقدير الكافي من العالم أجمع، وأن هناك الكثير فيه لم يحظَ بتوثيق كما حظيَت به إمبراطوريات أخرى مثل الرومان. وُصفت المجموعة بأنها تقدم أعمالًا فنية تهم الغربيين دون تجريدها بعيدًا عن المعايير الجمالية للثقافة الإسلامية. يُعرّف الخليلي الفن الإسلامي بأنه «الفن الذي أنتجه فنانون مسلمون لرعاة مسلمين»؛ فقط أقلية من الأشياء لها غرض ديني صريح.
بالإضافة إلى المخطوطات النادرة والمصورة، تتضمن المجموعة ألبومات ولوحات مصغرة، ورنيش، وسيراميك، وزجاج وكريستال صخري، وأعمال معدنية، وأسلحة ودروع، ومجوهرات، وسجاد ومنسوجات، وأكثر من 15000 عملة معدنية وعناصر معمارية. وُصفت المجموعة الخزفية، التي يبلغ عددها حوالي 2000 قطعة، بأنها قوية بشكل خاص في فخار العصر التيموري وفخار باميان ما قبل المغول. تتضمن مجموعة المجوهرات أكثر من 600 خاتم، العديد منها زخرفي بحت ولكن بعضها يحمل نقوشًا دينية أو له وظيفة دنيوية، مثل خواتم الختم. هناك ما يقرب من مائتي قطعة أثرية مرتبطة بالعلوم والطب الإسلامي في العصور الوسطى، بما في ذلك الأدوات الفلكية للتوجيه نحو مكة، والمقاييس والأوزان، والأشياء السحرية المفترضة المخصصة للاستخدام الطبي.
كانت هذه المجموعة هي الأساس في عام 2008 لأول معرض شامل للفن الإسلامي الذي أقيم في الشرق الأوسط، في قصر الإمارات في أبو ظبي. وكان هذا أيضًا أكبر معرض للفن الإسلامي أقيم في أي مكان حتى ذلك التاريخ. أقيمت معارض مستوحاة حصريًا من المجموعة في معرض نيو ساوث ويلز للفنون في سيدني، ومعهد العالم العربي في باريس، والكنيسة الجديدة في أمستردام، بالإضافة إلى العديد من المتاحف والمؤسسات الأخرى في جميع أنحاء العالم.
تتضمن المجموعة صفحات من المخطوطات ذات المنمنمات الفارسية، بما في ذلك الشاهنامه المغولية (حوالي 1330)، وعشر صفحات من شاهنامه شاه طهماسب (حوالي 1520)،  و59 صفحة من أقدم مخطوطة لجامع التواريخ (1314)، تاريخ العالم لرشيد الدين. هناك أيضًا سرج من القرن الثالث عشر من عصر جنكيز خان، وإسطرلاب كلف بصنعه شاه جهان (1648-1658).

وصفتها صحيفة وول ستريت جورنال بأنها أعظم مجموعة من الفن الإسلامي على الإطلاق. وفقًا لإدوارد جيبس، رئيس قسم الشرق الأوسط والهند في دار سوثبي للمزادات، فإن هذه المجموعة هي الأفضل من نوعها في أيدي خاصة.

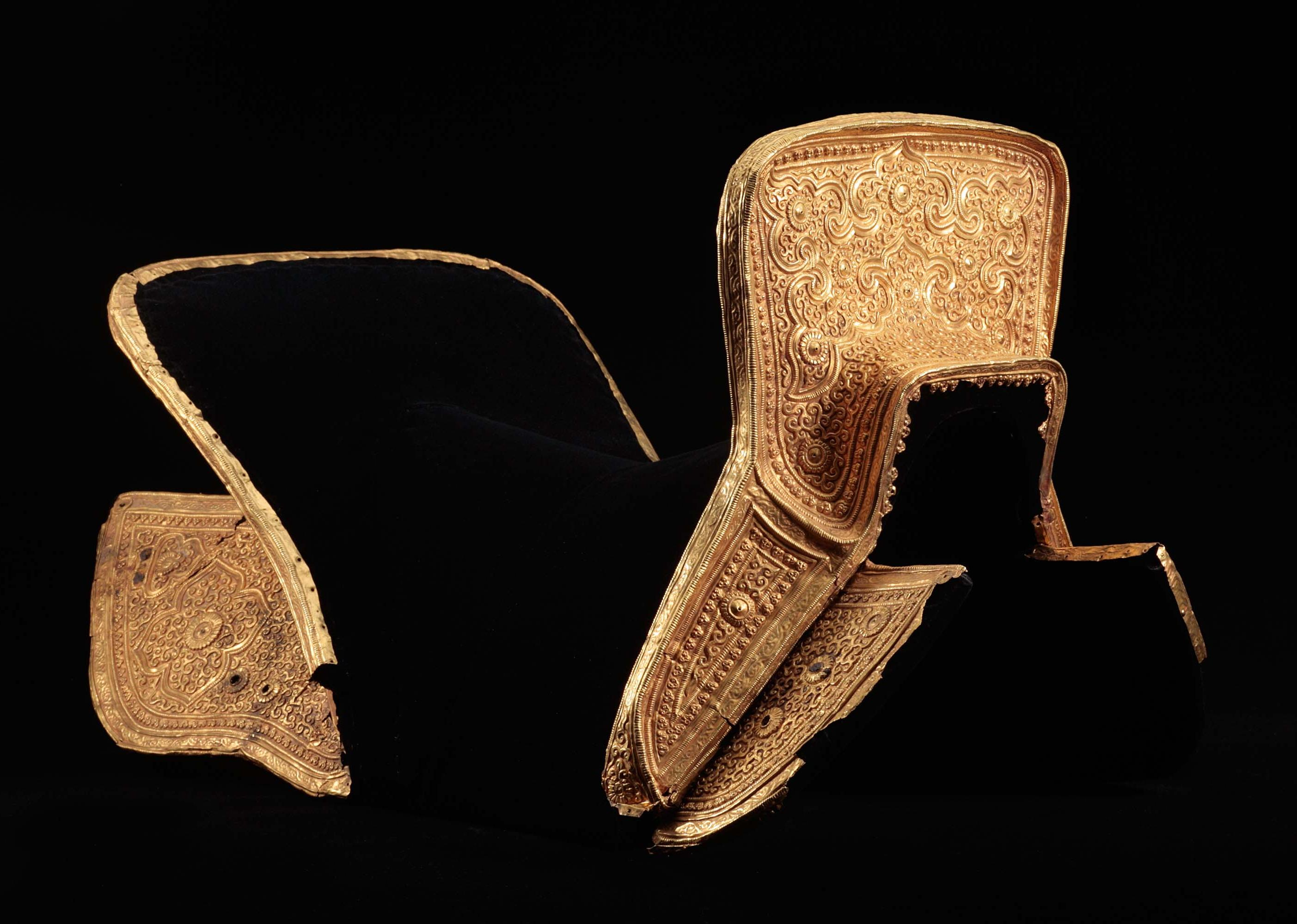
تجهيزات السروج وزخارف الخيول، آسيا الوسطى أو الحدود الغربية للصين، حوالي عام 1200
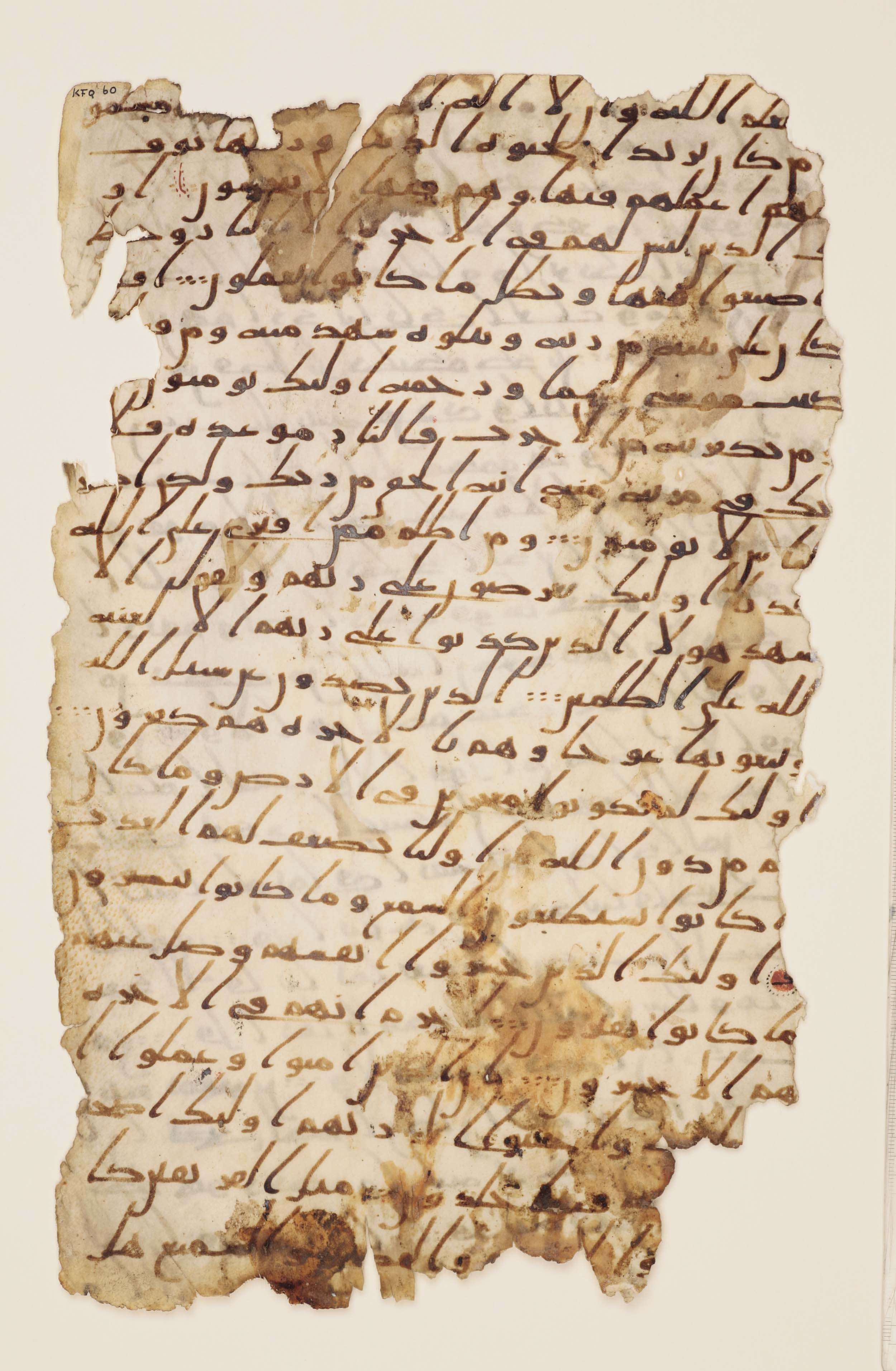
صفحة واحدة من مخطوطة باريسينو بيتروبوليتانوس ، إحدى أقدم مخطوطات القرآن الكريم
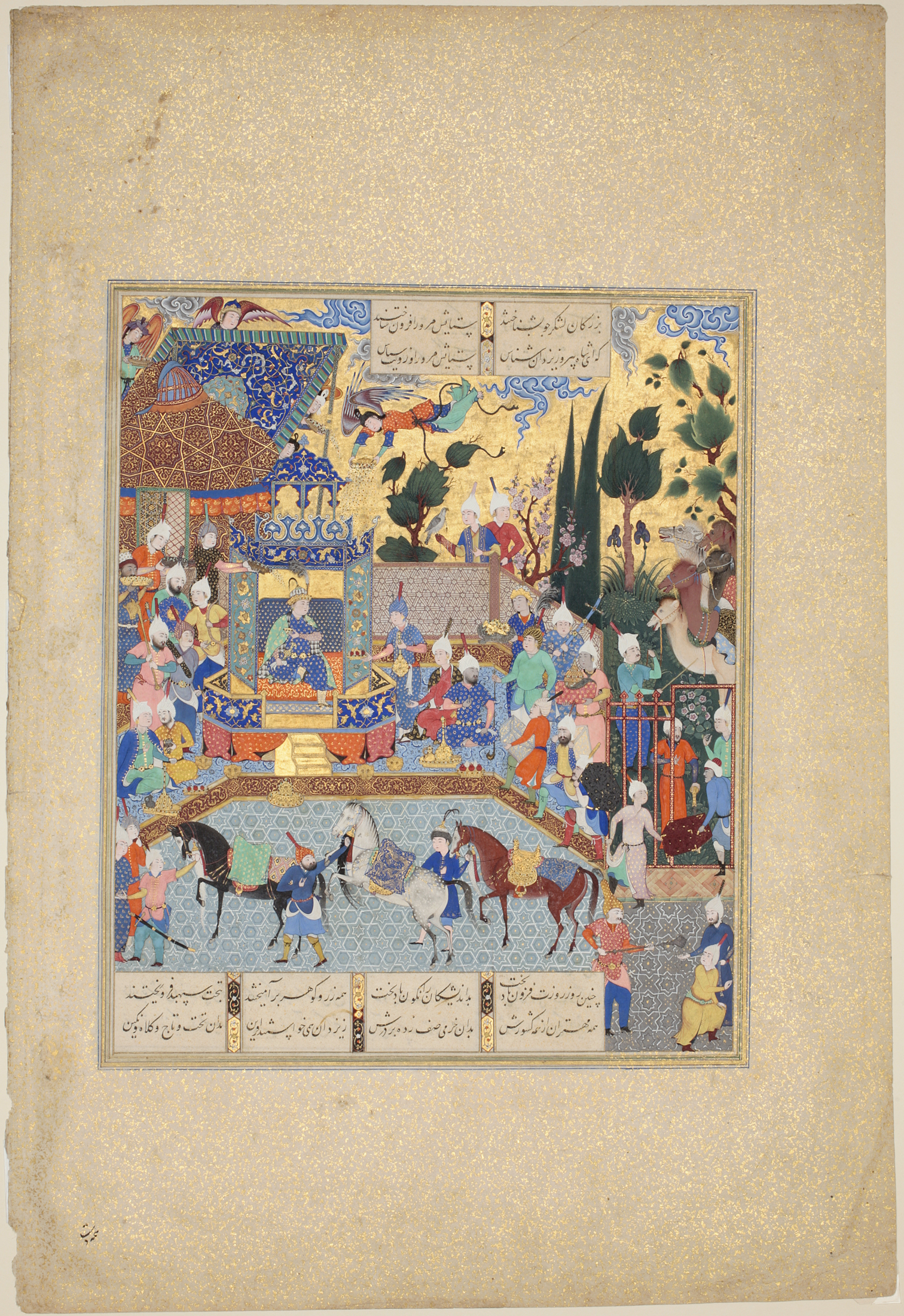
ورقة من شاهنامه الشاه طهماسب ، تبريز ، عشرينيات وأربعينيات القرن السادس عشر
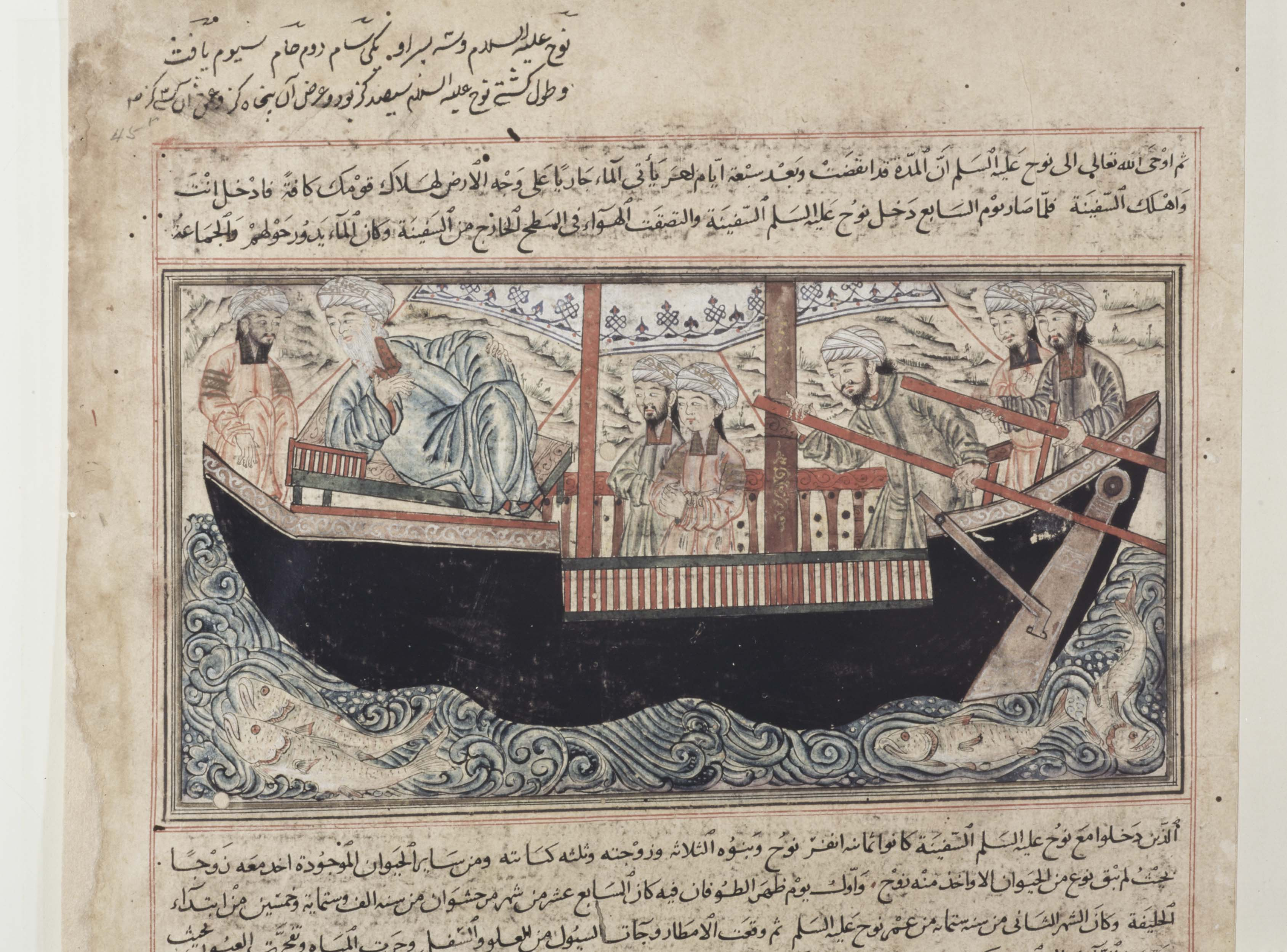
سفينة نوح ، من جامع التواريخ لرشيد الدين ، تبريز، 1314–15
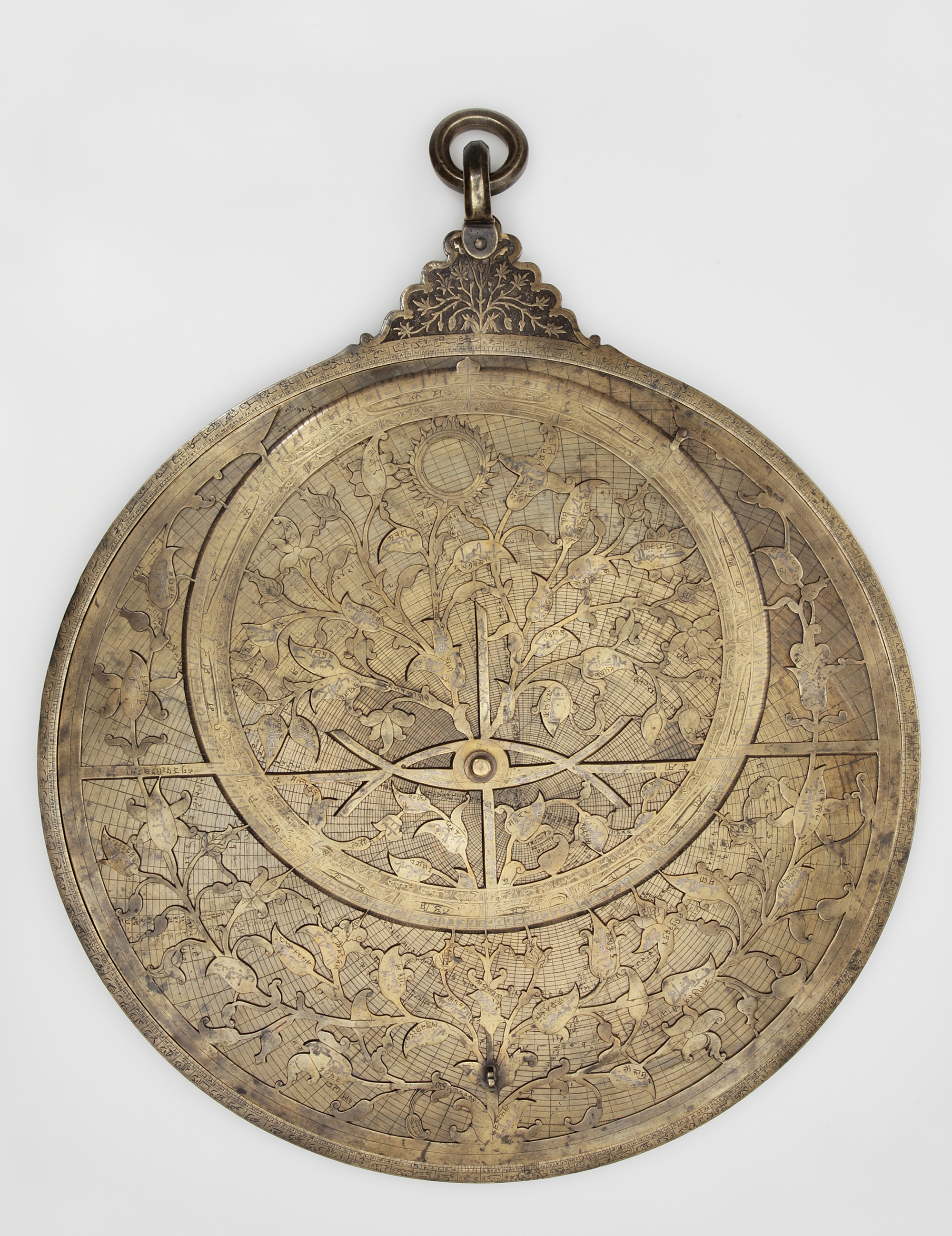
إسطرلاب كروي ضخم صُنع لشاه جهان ، البنجاب ، 1648-1658
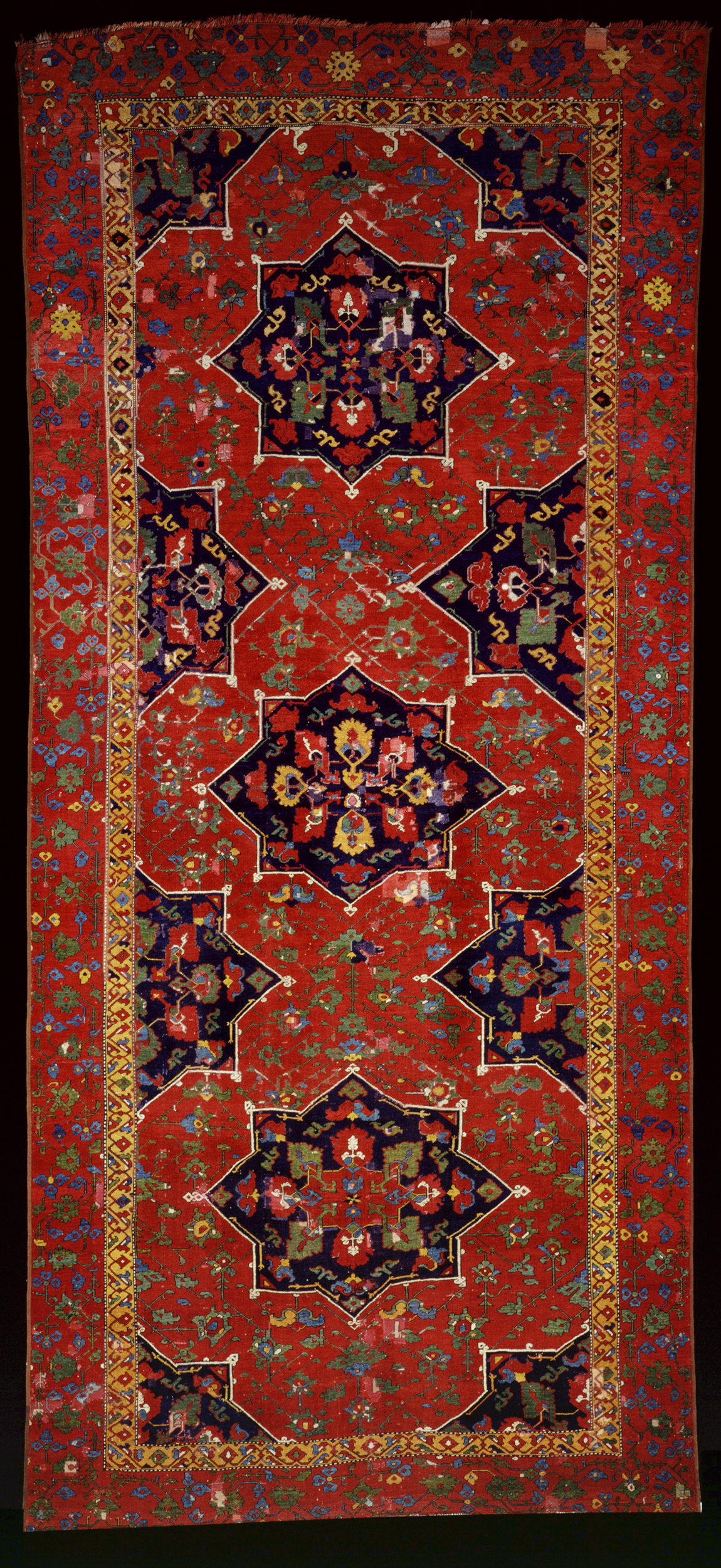
سجادة مزينة بميداليات نجمية، أوشاك ، تركيا، أواخر القرن الخامس عشر أو أوائل القرن السادس عشر

### الحج وفنون الحج (700-2000)
إلى جانب متحف قصر توبكابي، تعتبر المجموعة أكبر وأهم مجموعة من الأشياء المتعلقة بالتاريخ الثقافي للحج. وتحتوي على أشياء ووثائق أرشيفية من جميع أنحاء العالم الإسلامي، من العصر الأموي إلى القرن الحادي والعشرين. وتضم أكثر من 300 قطعة من المنسوجات والعديد من الأشياء الأخرى مثل العملات المعدنية والميداليات والمنمنمات والمخطوطات والصور الفوتوغرافية المتعلقة بمكة والمدينة والقدس. في المجموع، تحتوي المجموعة على ما يقرب من 5000 قطعة. ومن بينها المحمل (1067 هـ الموافق 1656 م) الذي كلف بصنعه السلطان العثماني محمد الرابع، والستارات (أغطية من النسيج) لباب الكعبة،  والمسجد النبوي في المدينة المنورة، ومقام إبراهيم، وأقدم رواية دقيقة معروفة لشهود عيان عن مكة وبعض أقدم الصور الفوتوغرافية التي التقطها محمد صادق بك لمكة والحج.

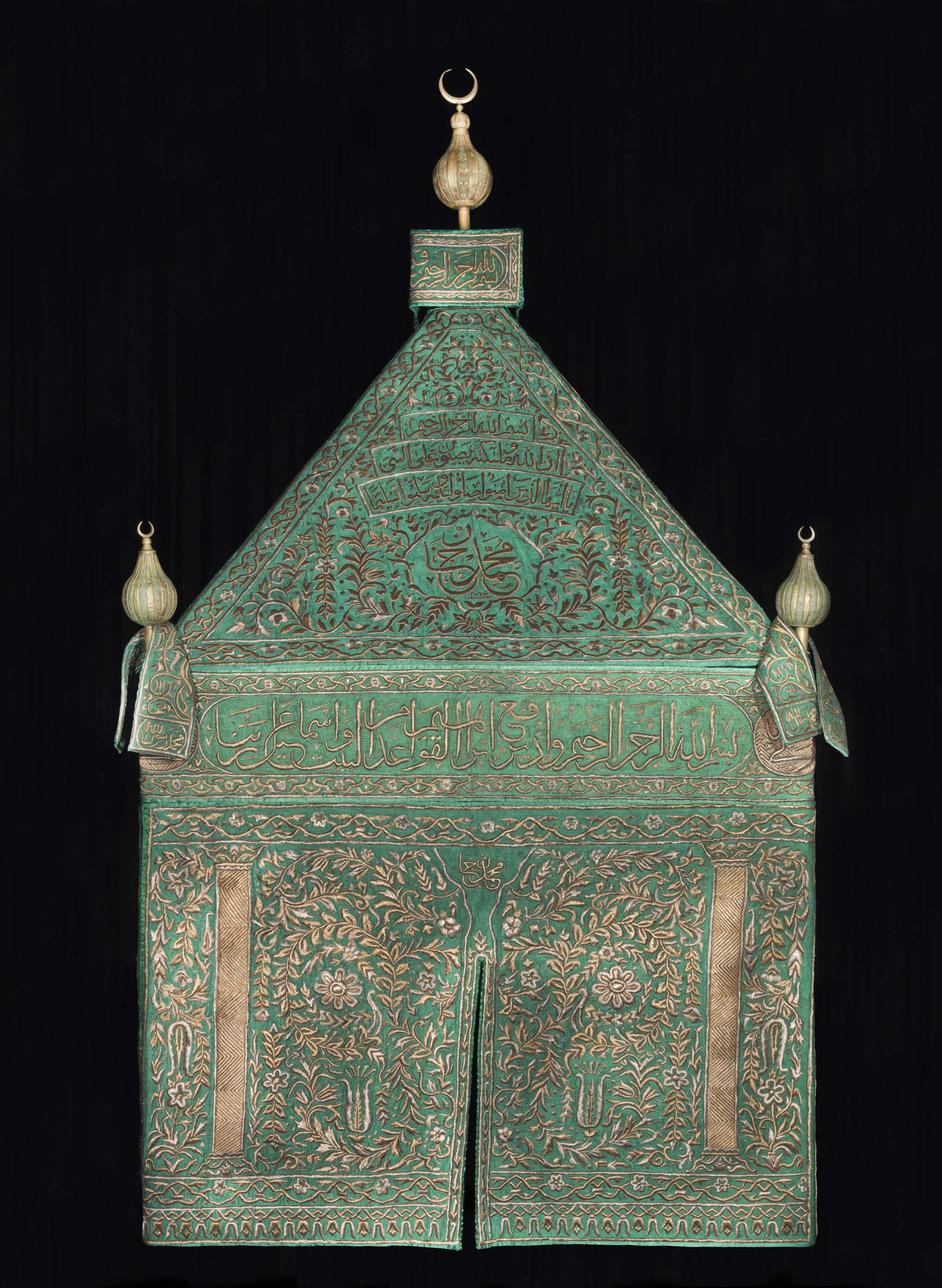
غطاء كامل لمحمل دمشقي، إسطنبول، القرن السادس عشر
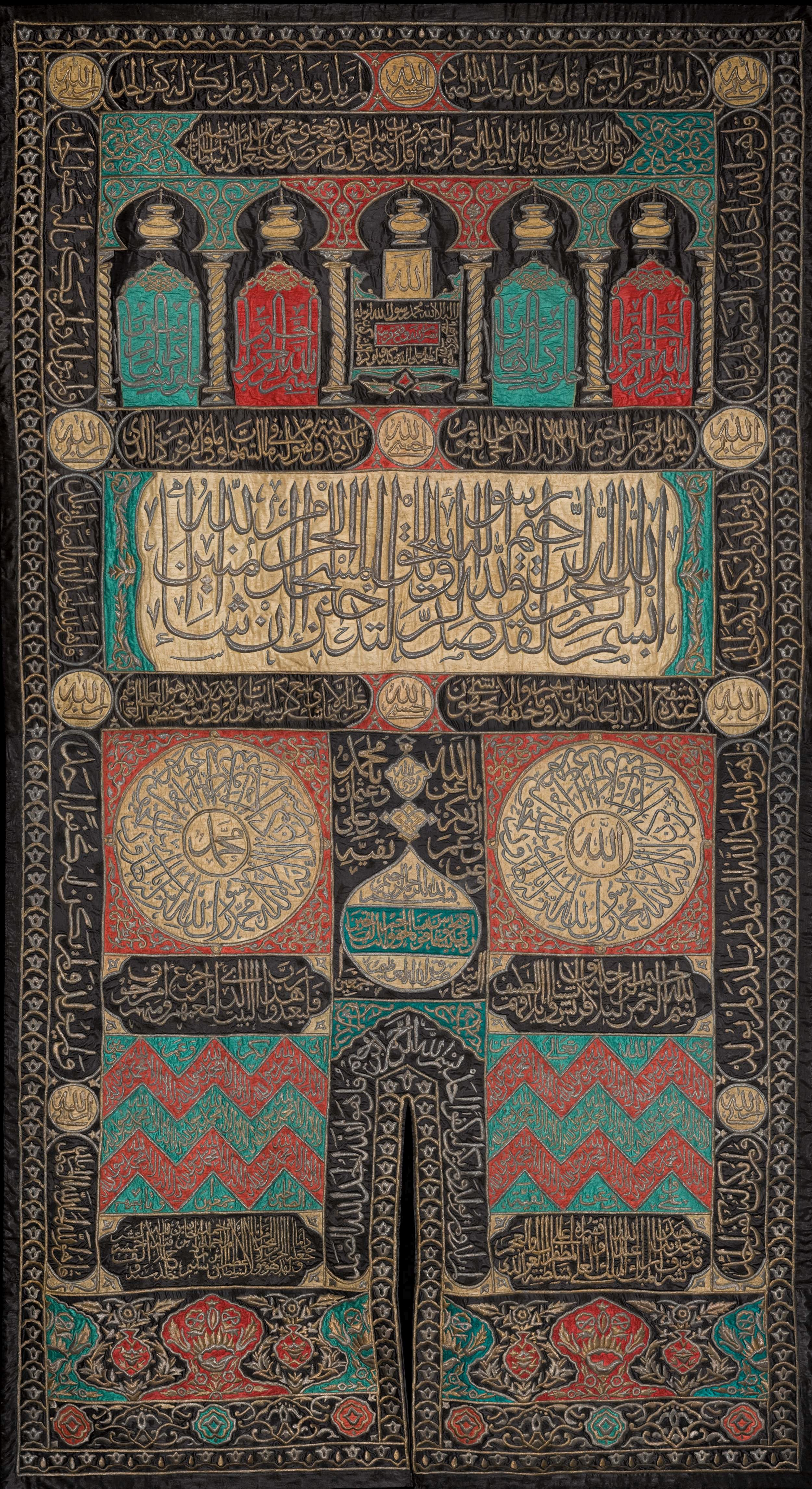
ستارة باب الكعبة، القاهرة، 1015 هـ (1606 م)
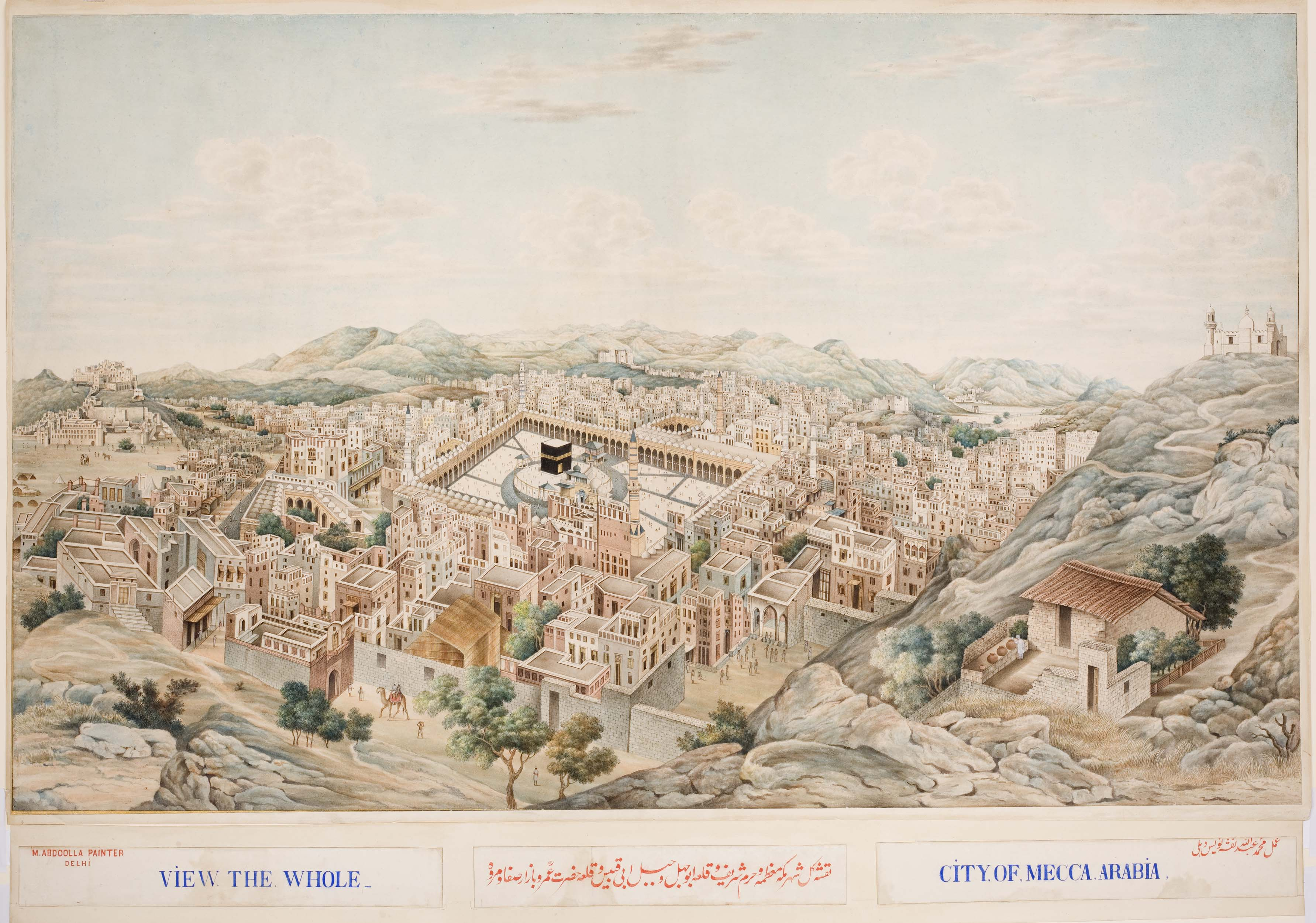
منظر بانورامي لمكة المكرمة، 1845

### الوثائق الآرامية (353 قبل الميلاد - 324 قبل الميلاد)

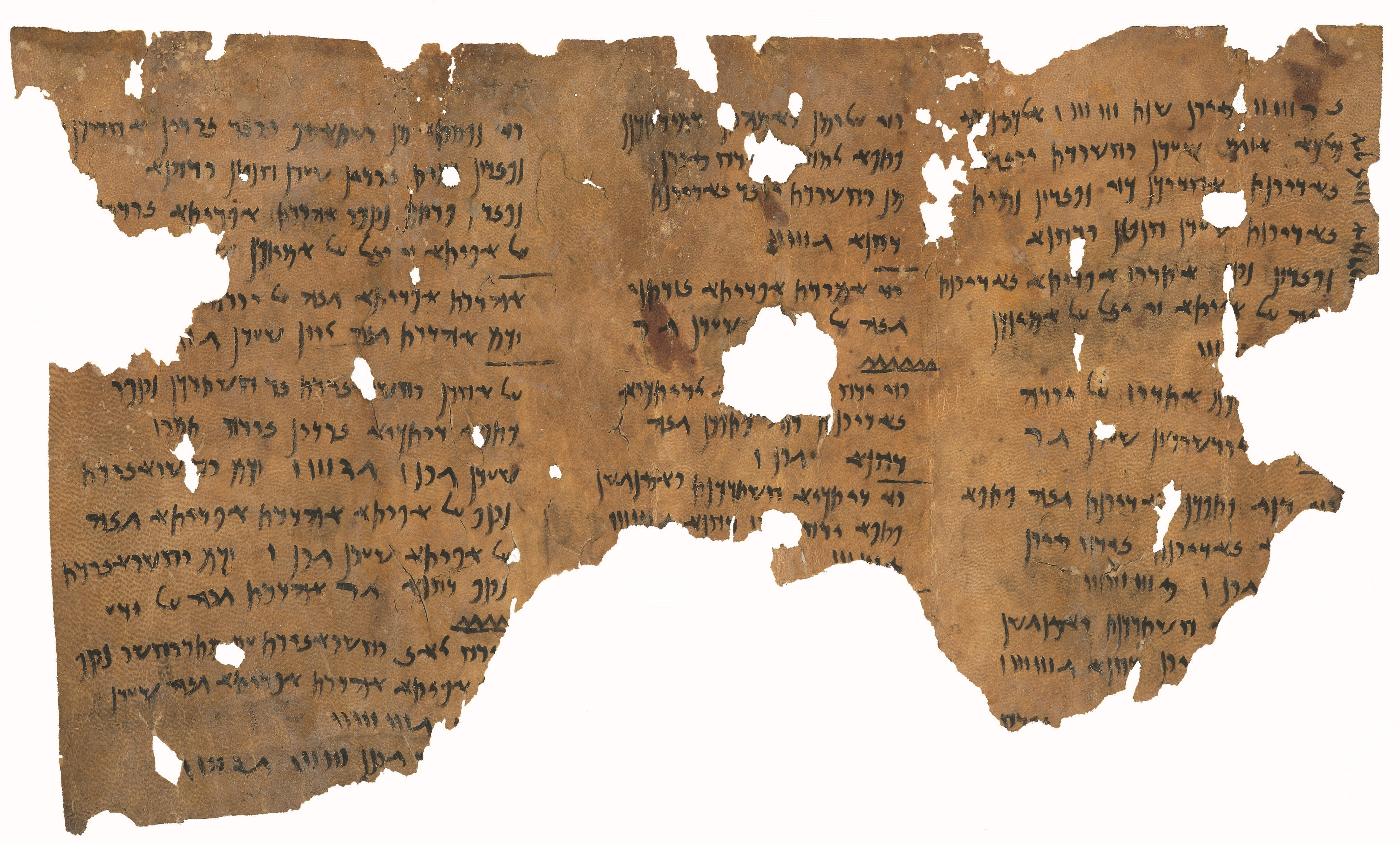
قائمة طويلة من الإمدادات التي تم صرفها، باختر ، تبدأ في 15 سيفان، السنة السابعة من حكم الإسكندر، الموافق 8 حزيران 324 قبل الميلاد

تتضمن المجموعة 48 وثيقة آرامية ذات أهمية تاريخية من باختر القديمة، وتتكون بشكل أساسي من رسائل وروايات تتعلق ببلاط حاكم باختر. تشكل هذه الرسائل والحسابات معًا أقدم المراسلات المعروفة لإدارة باختر وبلاد الصغد. ومن المرجح أن تكون الوثائق المكتوبة باللغة الآرامية الرسمية قد نشأت في مدينة بلخ التاريخية، وجميعها مؤرخة في فترة أقل من 30 عامًا، بين عامي 353 و355 قبل الميلاد. قبل الميلاد إلى 324 قبل الميلاد. أحدث هذه الوثائق كانت مكتوبة في أوائل عهد الإسكندر الأكبر في المنطقة، مستخدمًا اسم "ألكسندروس" (إكسندرس) الذي أصبح معروفًا به فيما بعد.

### الفن الياباني في فترة ميجي (1868-1912)
إن مجموعة الفنون الزخرفية في عصر ميجي لا يمكن مقارنتها من حيث الجودة إلا بمجموعة العائلة الإمبراطورية اليابانية. وهي تضم أكثر من 2200 قطعة، بما في ذلك الأعمال المعدنية والمينا والورنيش والمنسوجات والسيراميك. شهدت فترة ميجي ثورة ثقافية في اليابان حيث التقت الأذواق التقليدية مع الأذواق العالمية. منذ بداية حكم الإمبراطور ميجي في اليابان، سعى جامعو التحف الأوروبيون والدوليون إلى اقتناء قطع من الفن الياباني من هذه الحقبة. أُنتجَت العديد من الأعمال الموجودة في المجموعات على يد فناني بلاط الإمبراطورية وعُرضَت في المعارض الكبرى في أواخر القرن التاسع عشر. يشمل فنانو البلاط الإمبراطوري شبتا زشين،  ونميكاوا ياسيوكي،  وماكوزو كوزان،  ويابو ميزان،  كانو ناتسو،  سوزوكي تشوكيتشي،  وشيراياما شوساي.

أقيمت معارض مستوحاة حصريًا من المجموعة في المتحف البريطاني، ومتحف إسرائيل، ومتحف فان جوخ ، ومتحف بورتلاند، ومتاحف الكرملين بموسكو، وفي العديد من المتاحف والمؤسسات الأخرى في جميع أنحاء العالم.

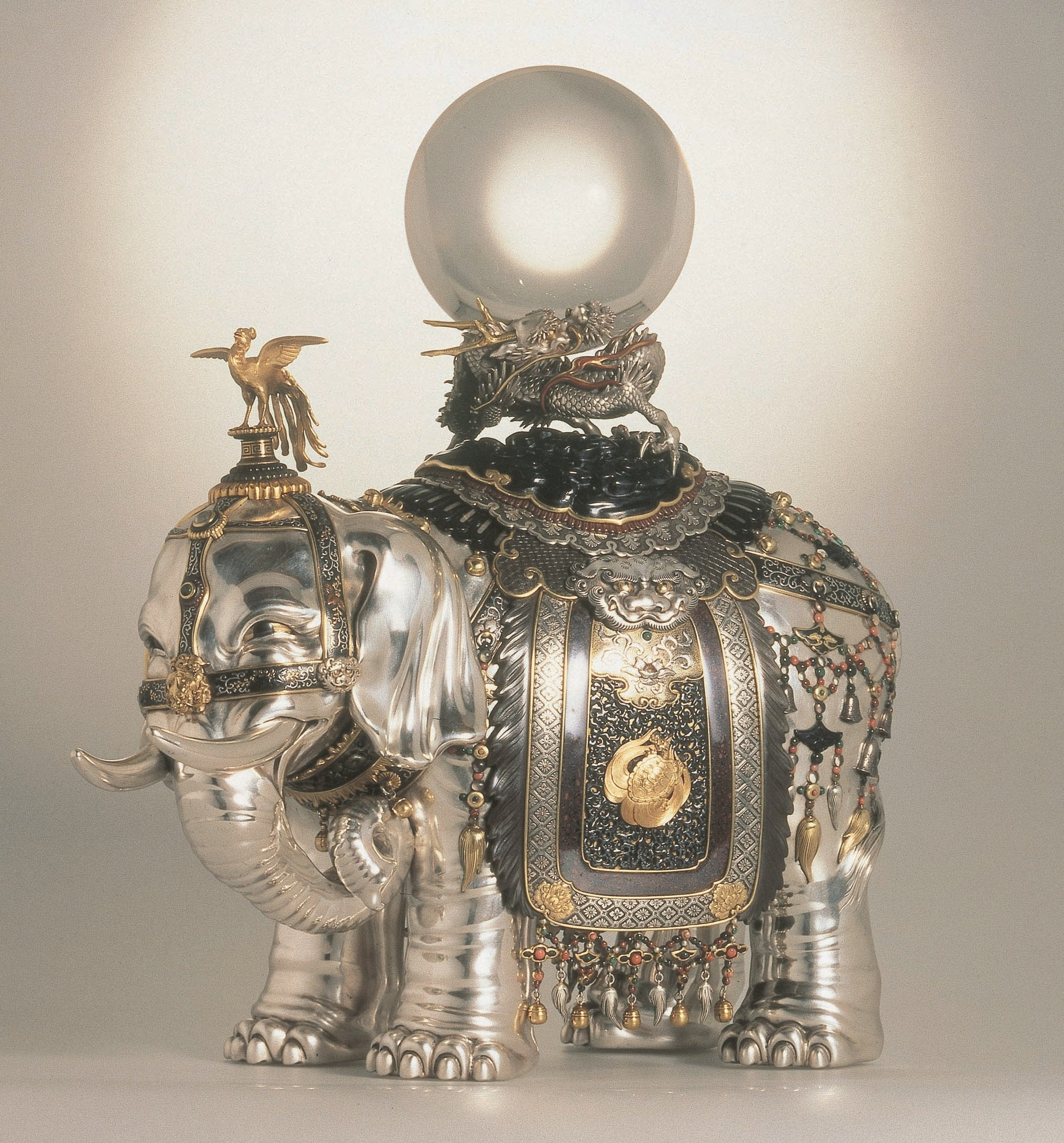
مبخرة (كورو)، اليابان، 1890
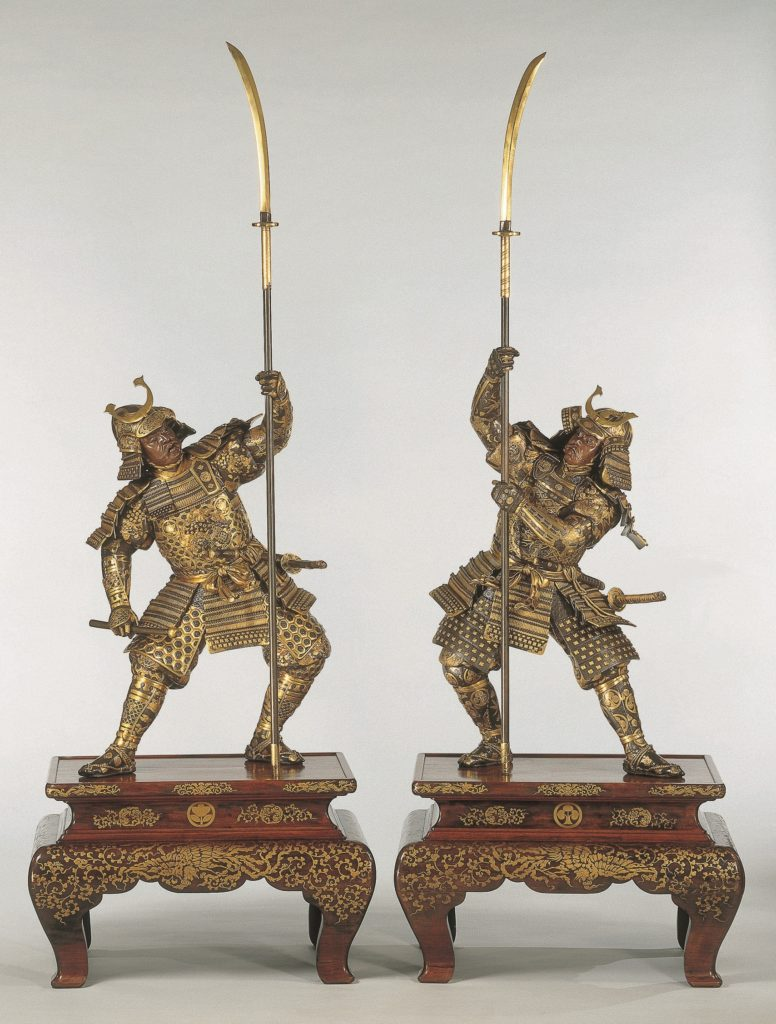
زوج من تماثيل الساموراي، اليابان، 1890
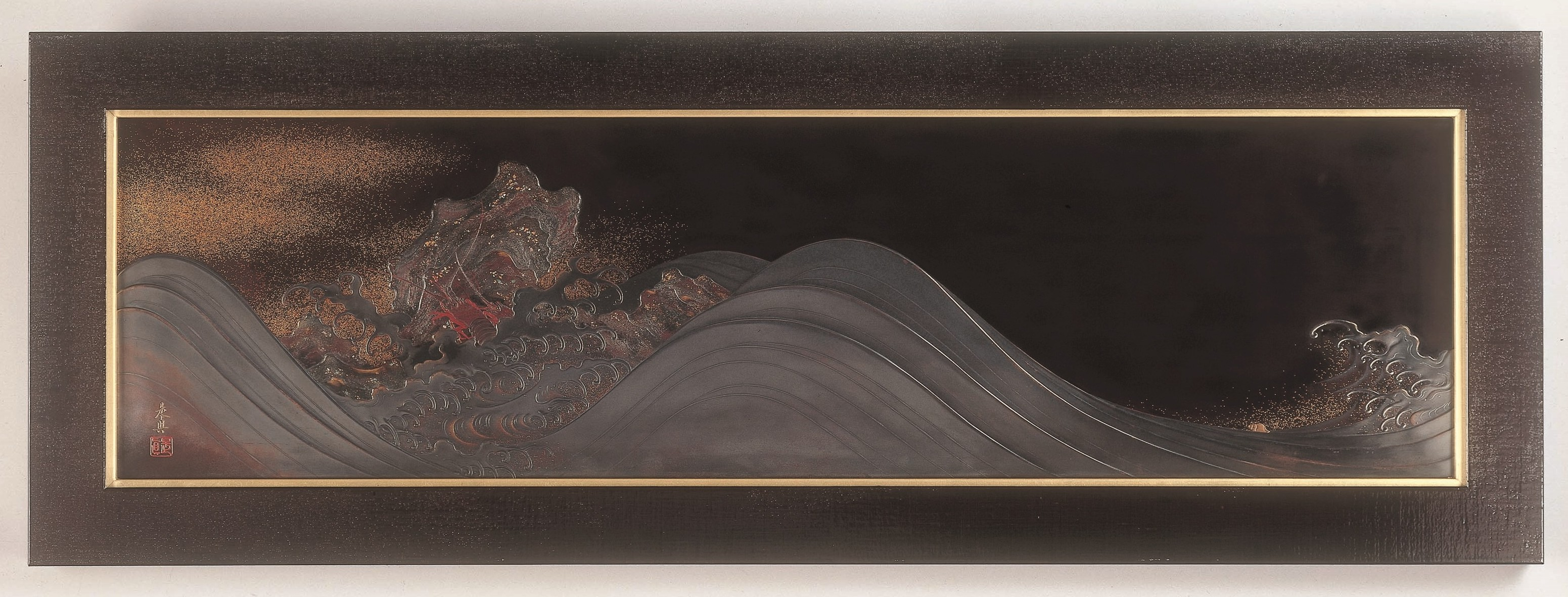
لوحة "الأمواج" للفنان شباتا زشين[الإنجليزية] ، ١٨٨٨-١٨٩٠
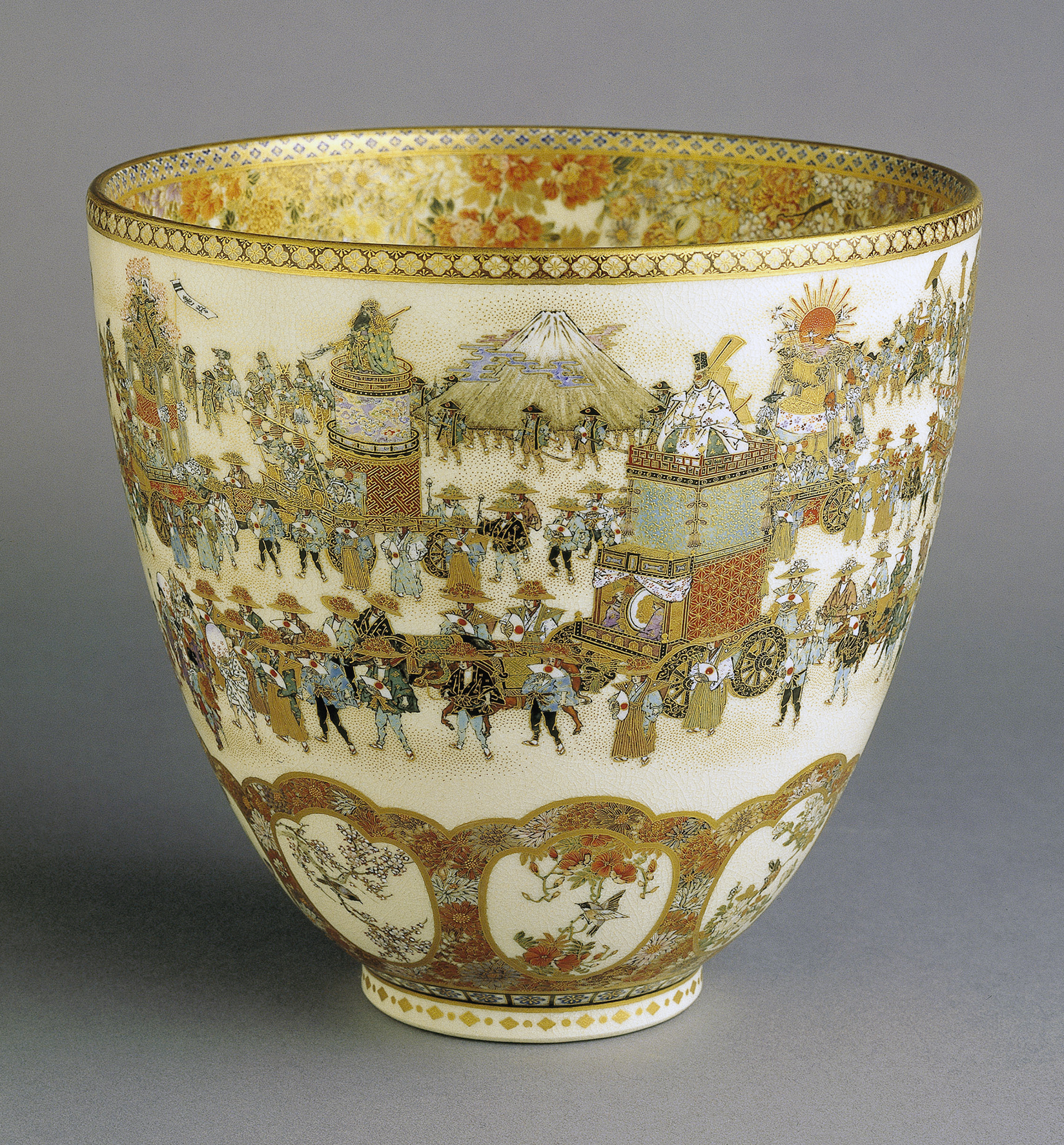
وعاء فخاري من صنع يابو ميزان[الإنجليزية]، حوالي عام 1910

### كيمونو ياباني (1700–2000)
تمثل المجموعة ثلاثمائة عام من صناعة النسيج اليابانية وتحتوي على أكثر من 450 قطعة ملابس. تم ارتداء الملابس للدلالة على الجنس والعمر والمكانة والثروة على مدار تاريخ اليابان. يتكون جوهر المجموعة من كيمونو من عصور إيدو (1603-1868)، وميجي (1868-1912)، وتايشو (1912-1926)، وأوائل عصر شووا (1926-1989).

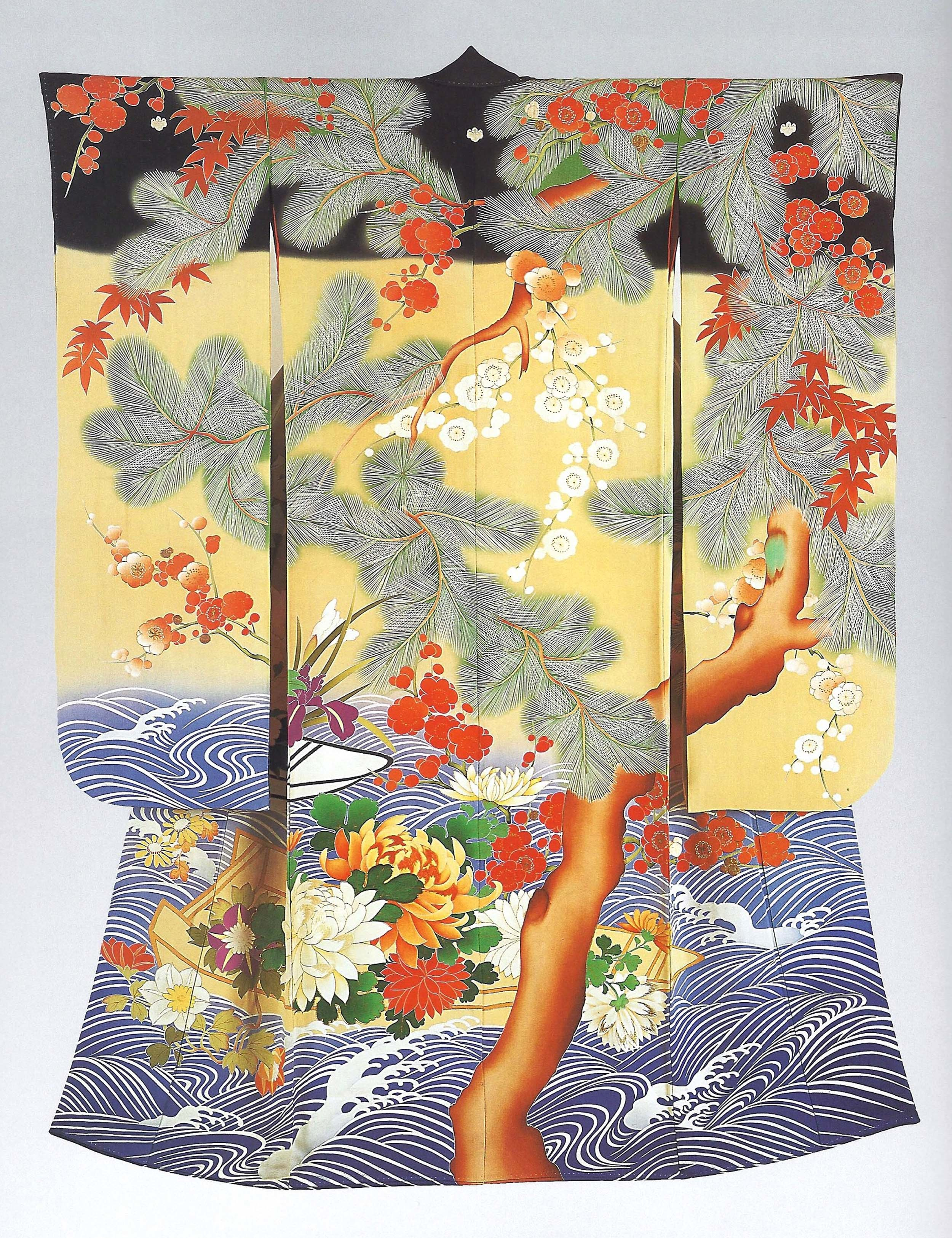
كيمونو لفتاة شابة (فوريسود)، اليابان، 1912-1926
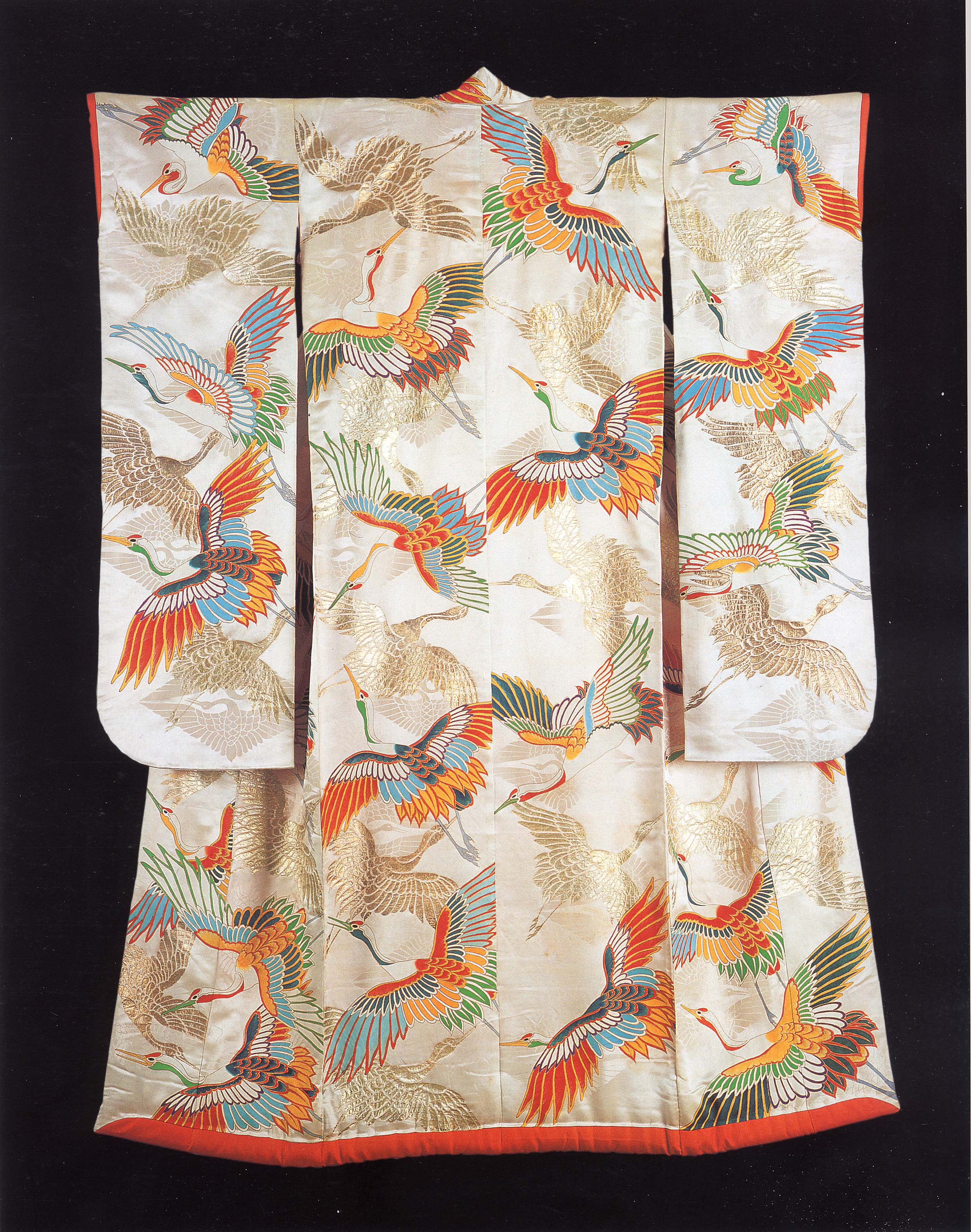
الكيمونو الخارجي للمرأة (أوشيكاكي)، اليابان، 1920-1930
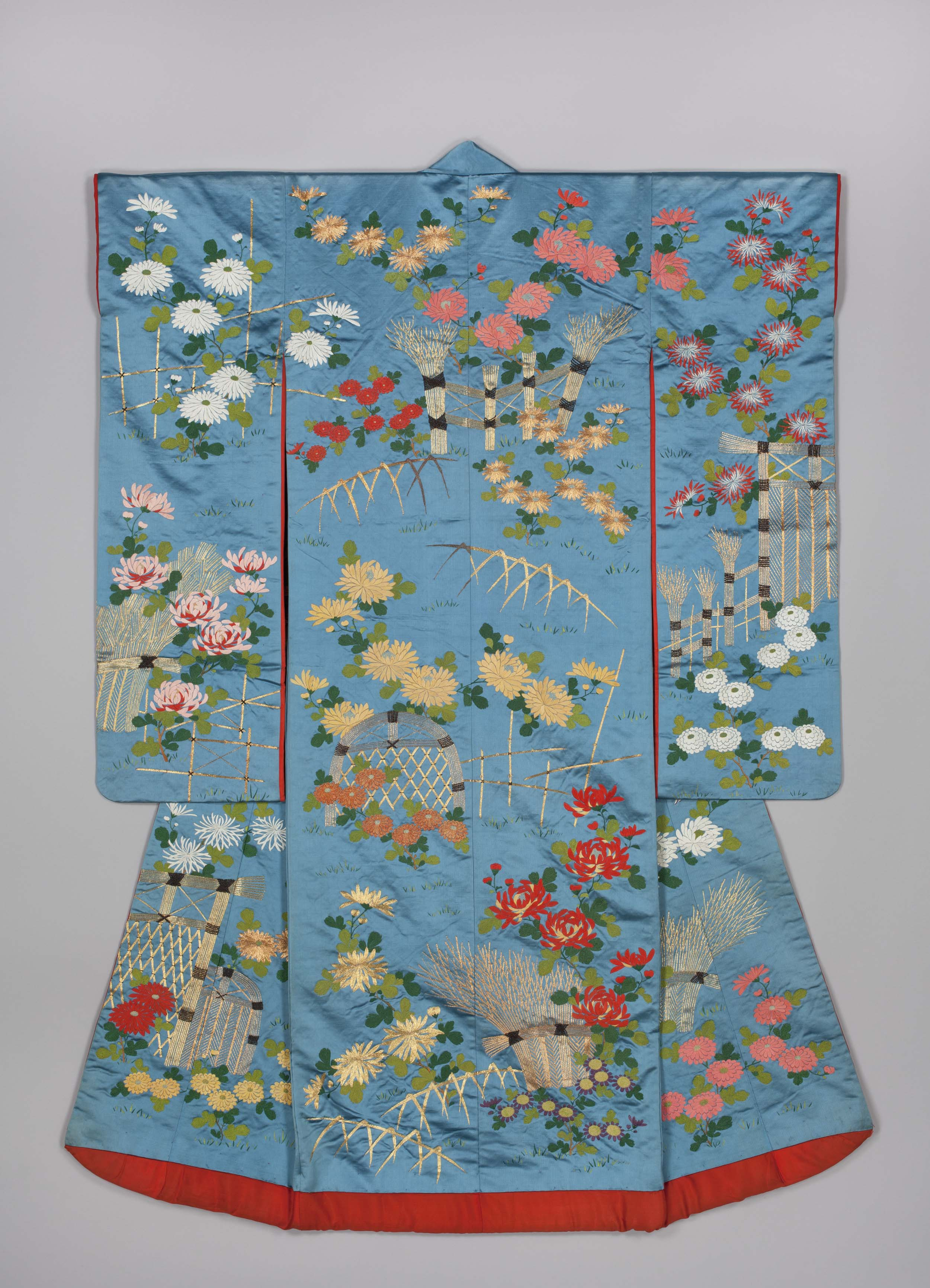
كيمونو خارجي لامرأة شابة (أوتشيكاكي)، اليابان، 1840-1870
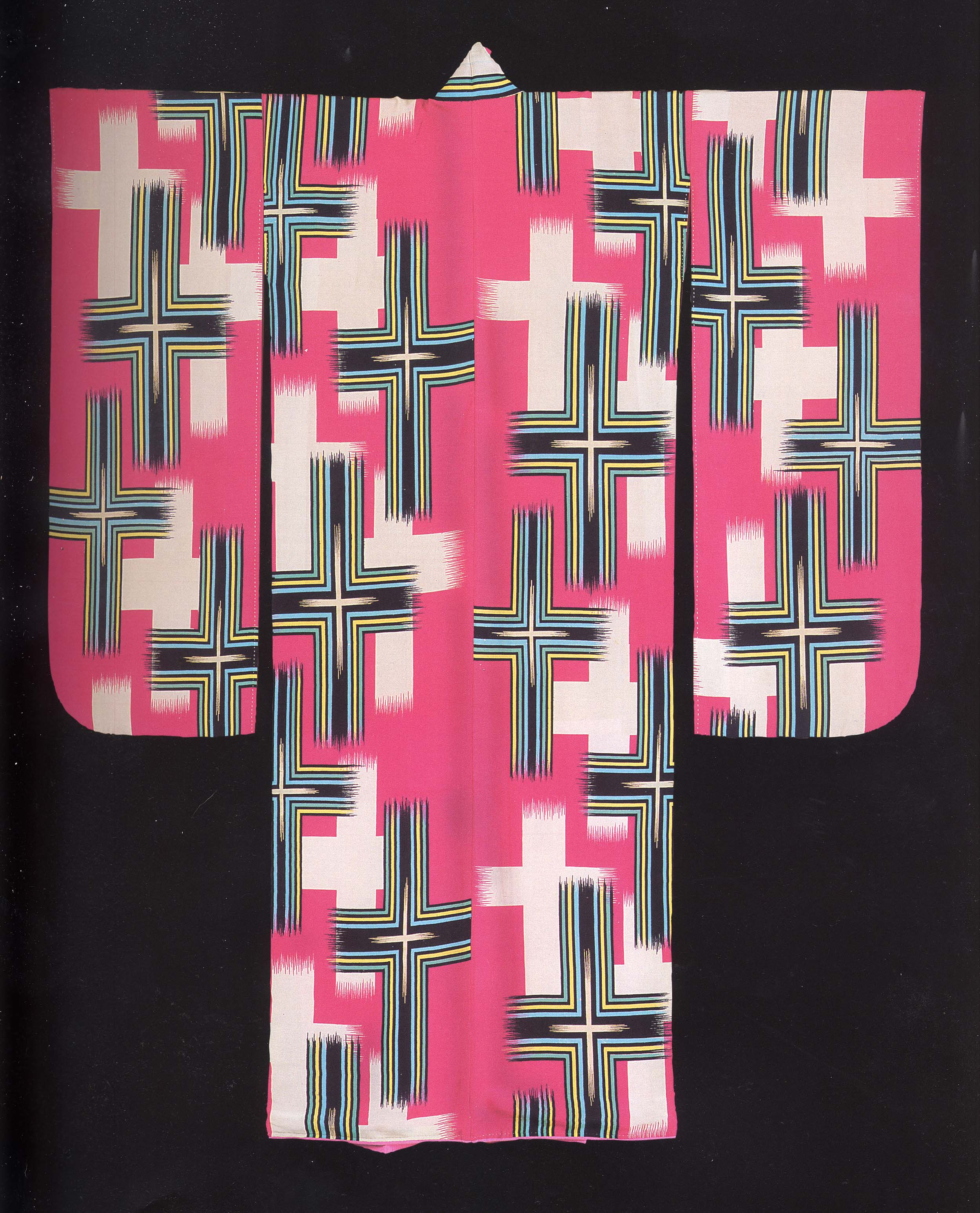
كيمونو للفتاة (فوريسود)، اليابان، 1920-1940

### المنسوجات السويدية (1700-1900)

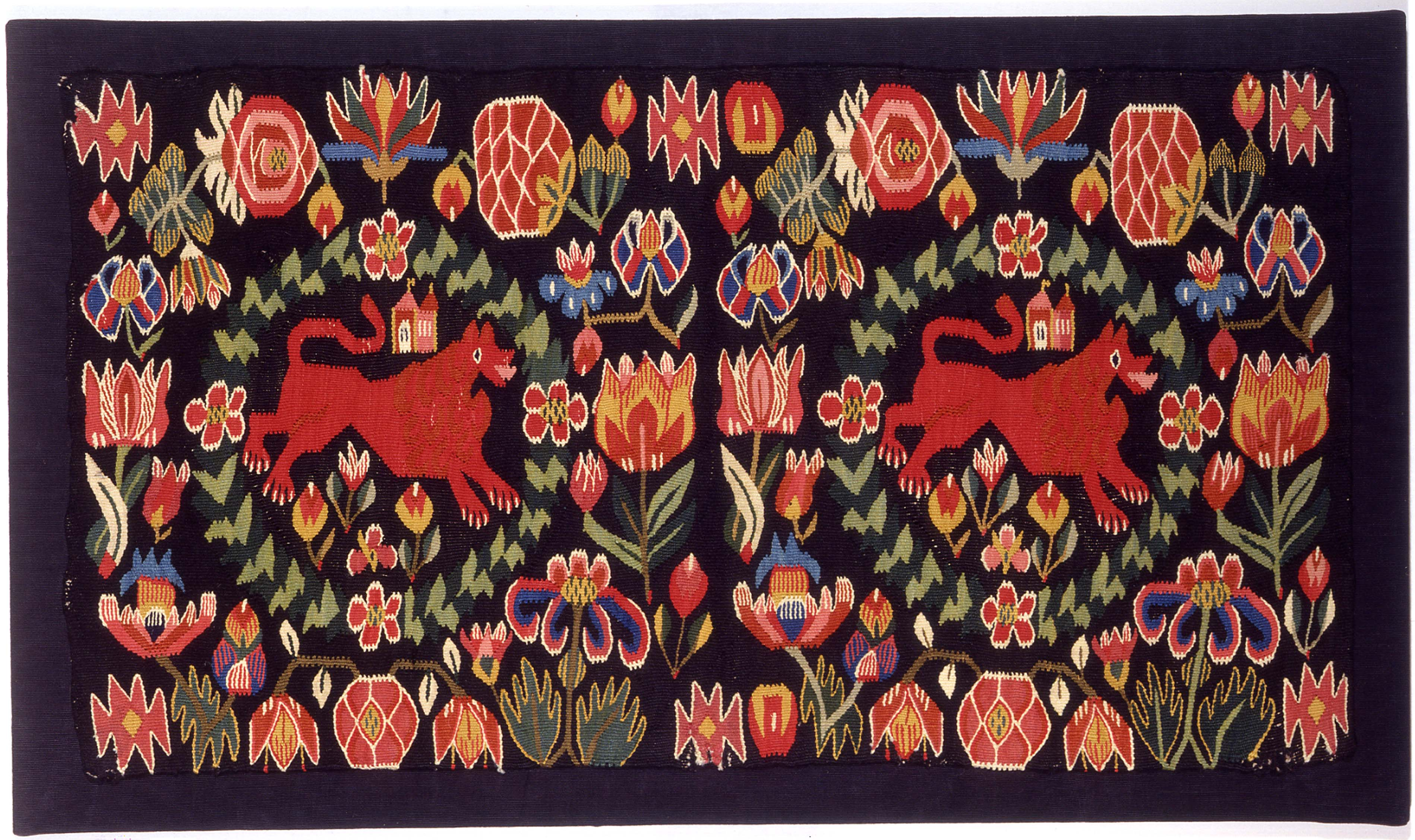
غطاء وسادة عربة (أسدان في دوائر زهرية)، السويد، سكانيا، مقاطعة بارا، أواخر القرن الثامن عشر

تتكون المجموعة في معظمها من ألواح نسيجية ووسائد وأغطية أسرة من منطقة سكانيا في جنوب السويد، والتي يعود تاريخها في الغالب إلى فترة تمتد إلى مائة عام من منتصف القرن الثامن عشر إلى منتصف القرن التاسع عشر. تم صنع غالبية القطع الموجودة في المجموعة خصيصًا لحفلات الزفاف في المنطقة. ورغم أنها لعبت دورًا في الاحتفالات، إلا أنها كانت أيضًا انعكاسًا لمهارة وفن النساج. غالبًا ما تتكون تصميماتهم من رسوم رمزية للخصوبة والحياة الطويلة. تتكون المجموعة بأكملها من 100 قطعة. في عام 2008 تم وصفه بأنه «المجموعة الواسعة الوحيدة من المنسوجات المسطحة السويدية خارج البلاد».
أقيمت معارض مستوحاة حصريًا من المجموعة في المعهد الثقافي السويدي في باريس ومعرض جامعة بوسطن للفنون.

### الأعمال المعدنية الدمشقية الإسبانية/الأندلسية (1850-1900)

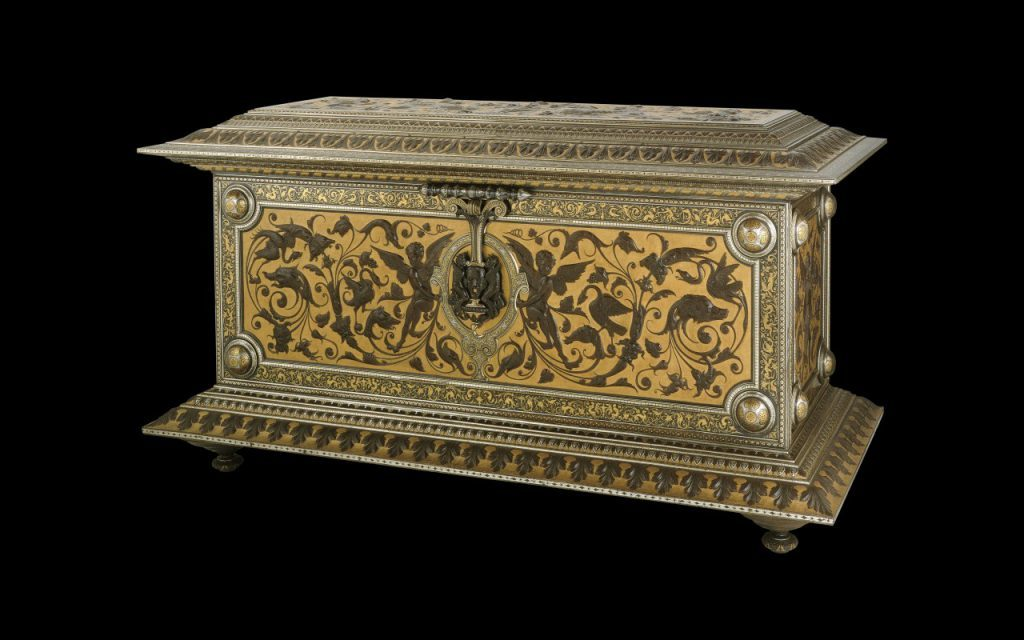
كاسوني حديدي، إسبانيا، إيبار، 1871

تُعد مجموعة الأعمال المعدنية الإسبانية واحدة من أكبر المجموعات من نوعها، وهي تُكرم عائلة زولواغا ، التي لعبت دورًا رئيسيًا في الحفاظ على فن الدمشقي في إسبانيا. تحتوي المجموعة على قطع فنية أبدعها بلاسيدو زولواجا بين عامي 1834 و1910. بعض القطع، مثل علبة حديدية عملاقة، تم الحصول عليها في الأصل من جامع التحف الإنجليزي ألفرد موريسون في القرن التاسع عشر. تتضمن المجموعة بأكملها أكثر من 150 قطعة، 22 منها تحمل توقيع بلاسيدو زولواجا.
في افتتاح معرض خليلي زولواجا في متحف فيكتوريا وألبرت في لندن، قال مديره آنذاك آلان بورغ إنه كان «معلمًا بارزًا في دراسة الفن الزخرفي الإسباني في القرن التاسع عشر». كما أقيمت معارض أخرى مستوحاة حصريًا من المجموعة في متحف بلباو للفنون الجميلة وقصر الحمراء في غرناطة.

### مينا العالم (1700–2000)
تتكون المجموعة من أكثر من 1500 قطعة وتعرض الأهمية العالمية وتطور صناعة المينا، وتغطي فترة 300 عام. هذه هي المجموعة الخاصة الأكثر شمولًا من نوعها. وتكمن خصوصية المجموعة في نطاقها الجغرافي والفني والتاريخي، حيث تضم قطعًا من الصين واليابان والدول الإسلامية وأوروبا. تشمل الأشياء عربة مطلية بالمينا تعود إلى مهراجا بهافنجار الهندي وطاولة عرش مطلية بالمينا تحمل علامة ختم الإمبراطور الصيني تشيان لونغ في القرن الثامن عشر. تشمل الأشياء الأخرى شواحن العرض والمجوهرات والمنمنمات والقطع الزخرفية.

في معرض مينا العالم 2009-2010 الذي أقيم في متحف الإرميتاج الحكومي ، قال مديره ميخائيل بيوتروفسكي «إن المجموعة فريدة من نوعها في نطاقها، وتكشف عن الإنجازات التقنية الرائعة لصانعي المينا وتشجع على زيادة الوعي بنطاق نشاطهم».

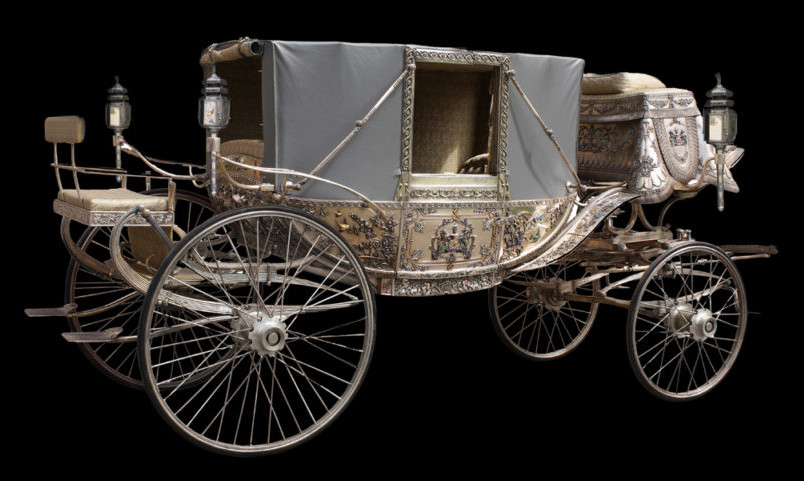
عربة مطلية بالمينا تابعة للمهراجا الهندي في بهافناغار
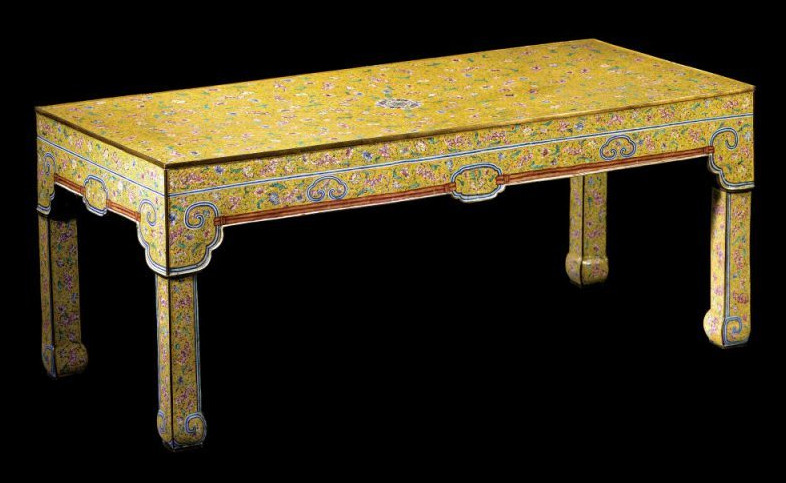
طاولة عرش مطلية بالمينا تحمل ختم الإمبراطور تشيان لونغ
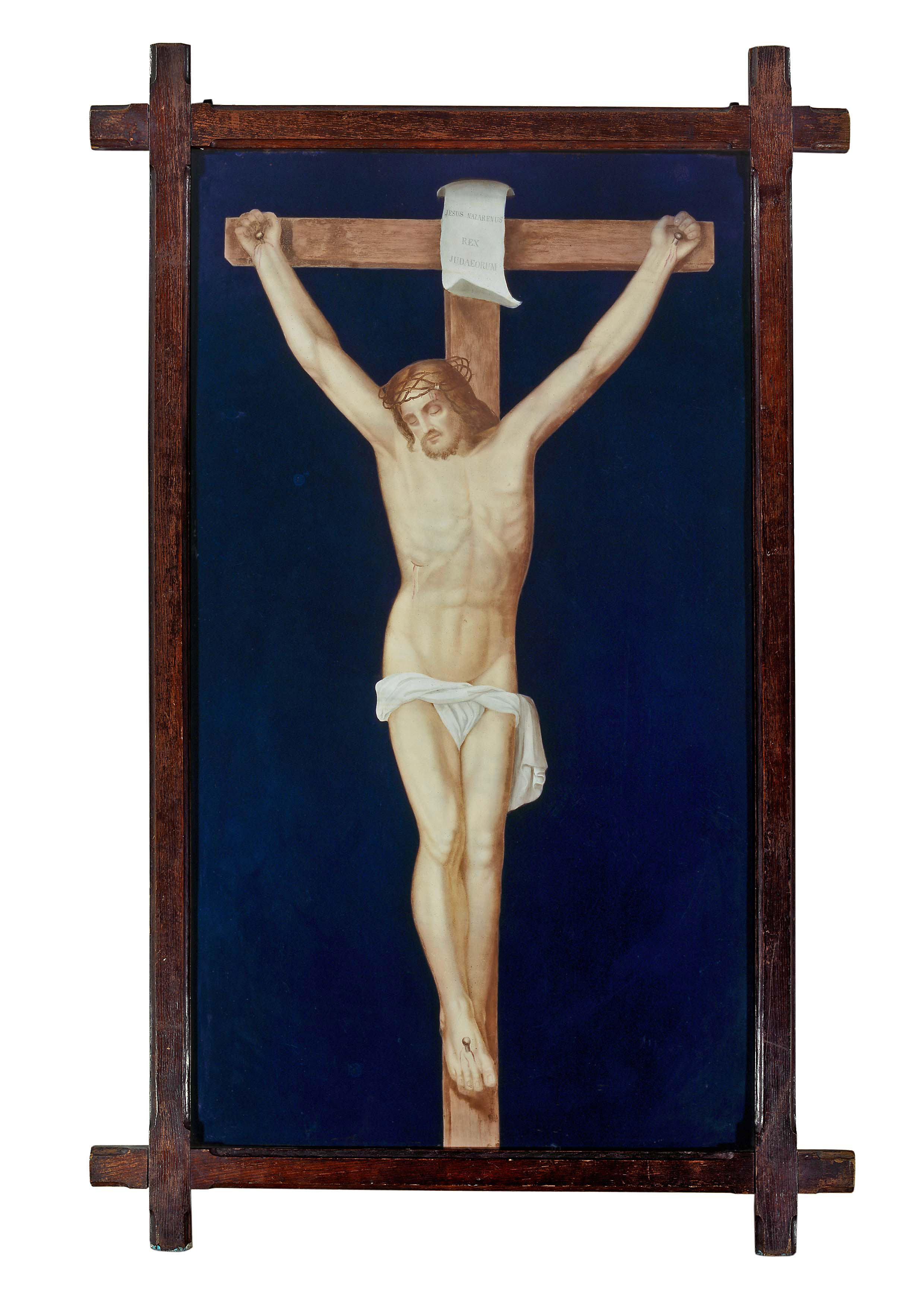
لوحة ليموج من القرن التاسع عشر تصور الصلب، وهي أكبر لوحة مينا معروفة من قطعة واحدة
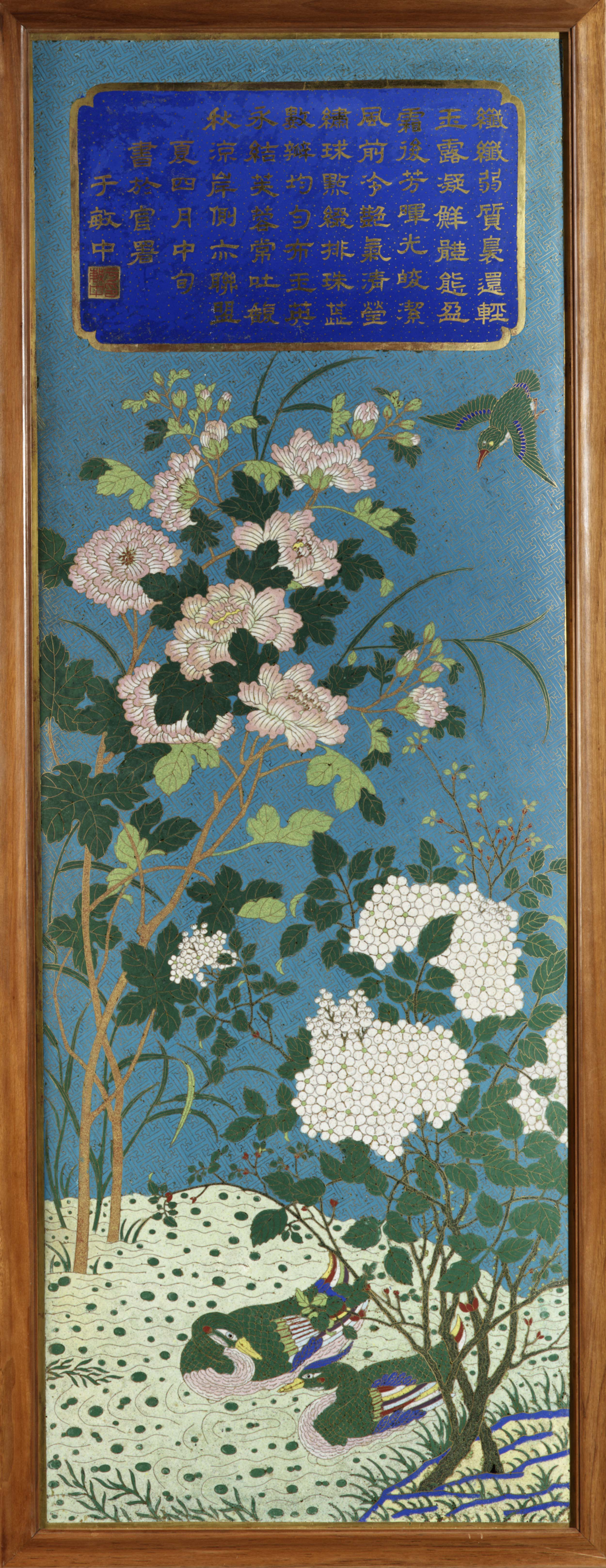
لوحة من مجموعة مكونة من ثماني قصائد تحمل قصيدة للشاعر يو منزونغ[الإنجليزية]

## المنشورات

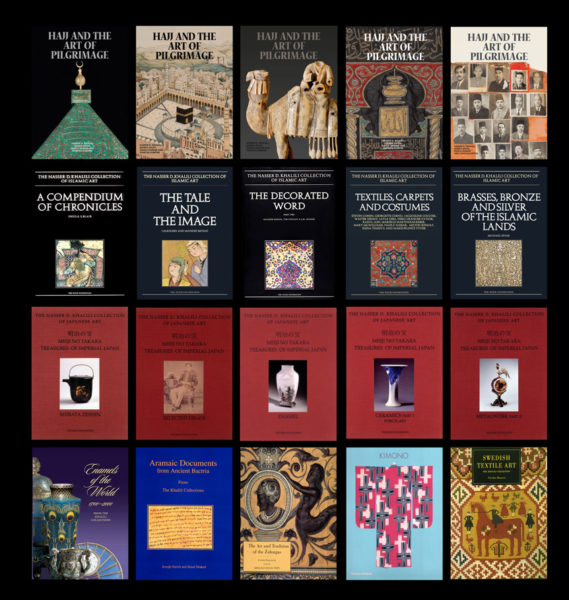
مجموعة مختارة من أكثر من 100 منشور تمثل المجموعات الثماني

وتتواجد مجموعة الخليلي في 70 إصدارًا، بما في ذلك كتالوجات المعارض، ويجري العمل على توسيعها إلى 100 إصدار. وتقدر التكاليف الإجمالية المرتبطة بالحفاظ على المجموعات والبحث فيها والمنح الدراسية ونشرها بعشرات الملايين من الجنيهات الإسترلينية.

### الفن الإسلامي
- Déroche، François (1992). Volume I – The Abbasid Tradition: Qur'ans of the 8th to the 10th centuries AD. The Nour Foundation. ISBN:9781874780519.
- James، David (1992). Volume II – The Master Scribes: Qur'ans of the 10th to 14th centuries AD. The Nour Foundation. ISBN:9781874780526.
- James، David (1992). Volume III – After Timur: Qur'ans of the 15th and 16th centuries. The Nour Foundation. ISBN:9780197276020.
- Bayani، Manijeh؛ Contadini، Anna؛ Stanley، Tim (1999). Volume IV, Part I – The Decorated Word: Qur'ans of the 17th to 19th centuries. The Nour Foundation. ISBN:9780197276037.
- Bayani، Manijeh؛ Contadini، Anna؛ Stanley، Tim (2009). Volume IV, Part II – The Decorated Word: Qur'ans of the 17th to 19th centuries. The Nour Foundation. ISBN:9781874780540.
- Safwat، Nabil F. (1996). Volume V – The Art of the Pen: Calligraphy of the 14th to 20th Centuries. The Nour Foundation. ISBN:9780197276044.
- Khan، Geoffrey (1993). Volume VI – Bills, Letters and Deeds: Arabic Papyri of the 7th to 11th Centuries. The Nour Foundation. ISBN:9781874780564.
- Freeman، Deborah (1993). Volume VII – Learning, Piety and Poetry. Manuscripts from the Islamic world. The Nour Foundation. ISBN:9781874780847.
- Leach، Linda York (1998). Volume VIII – Paintings from India. The Nour Foundation. ISBN:9780197276242.
- Grube، Ernst J. (1994). Volume IX – Cobalt and Lustre: The first centuries of Islamic pottery. The Nour Foundation. ISBN:9780197276075.
- Grube، Ernst J. (2007). Volume X – A Rival to China. Later Islamic pottery. The Nour Foundation. ISBN:9781874780878.
- Spink، Michael (1992). Volume XI – Brasses, Bronze & Silver of the Islamic Lands, Part I and II. The Nour Foundation. ISBN:9781874780885.
- Maddison، Francis (1997). Volume XII – Science, Tools & Magic: Body and Spirit, Mapping the Universe, Part I and Mundane Bodies, Part II. The Nour Foundation. ISBN:9780197276105.
- Bayani، Manijeh (1997). Volume XIII – Seals and Talismans. The Nour Foundation. ISBN:9781874780779.
- Cohen، Steven (31 ديسمبر 2011). Volume XIV – Textiles, Carpets and Costumes, Part I and II. The Nour Foundation. ISBN:9781874780786.
- Goldstein، Sidney M. (2005). Volume XV – Glass: From Sasanian antecedents to European imitations. The Nour Foundation. ISBN:9781874780502.
- Wenzel، Marian (1992). Volume XVI – Ornament and Amulet: Rings of the Islamic Lands. The Nour Foundation. ISBN:9780197276143.
- Spink، Michael؛ Ogden، Jack (2013). Volume XVII – The Art of Adornment: Jewellery of the Islamic lands. The Nour Foundation. ISBN:9781874780861.
- Carvalho، Pedro Moura (2010). Volume XVIII – Gems and Jewels of Mughal India. Jewelled and enamelled objects from the 16th to 20th centuries. The Nour Foundation. ISBN:9781874780724.
- Vardanyan، Aram R. (2022). Volume XIX – Dinars and Dirhams. Coins of the Islamic lands. The early period, Part I. The Nour Foundation. ISBN:9781874780823.
- Vardanyan، Aram R. (2022). Volume XX – Dinars and Dirhams. Coins of the Islamic lands. The later period, Part II. The Nour Foundation. ISBN:9781874780830.
- Alexander، David (1992). Volume XXI – The Arts of War: Arms and Armour of the 7th to 19th centuries. The Nour Foundation. ISBN:9781874780618.
- Khalili، Nasser D.؛ Robinson، B. W.؛ Stanley، Tim (1996). Volume XXII – Lacquer of the Islamic Lands, Part I. The Nour Foundation. ISBN:9781874780625.
- Khalili، Nasser D.؛ Robinson، B. W.؛ Stanley، Tim (1997). Volume XXII – Lacquer of the Islamic Lands, Part II. The Nour Foundation. ISBN:9781874780632.
- Vernoit، Stephen (1997). Volume XXIII – Occidentalism. Islamic Art in the 19th Century. The Nour Foundation. ISBN:9780197276204.
- Pinder-Wilson، Ralph؛ Chida-Razvi، Mehreen (28 أبريل 2006). Volume XXIV – Monuments and Memorials. Carvings and tile work from the Islamic world. The Nour Foundation. ISBN:9781874780854.
- Sims، Eleanor؛ Bayani، Manijeh؛ Stanley، Tim (28 فبراير 2006). Volume XXV, Part I – The Tale and the Image. Illustrated manuscripts and album paintings from Iran and Turkey (Part One). The Nour Foundation. ISBN:9781874780809.
- Rogers، J. M.؛ Bayani، Manijeh (31 ديسمبر 2017). Volume XXV, Part II – The Tale and the Image. Illustrated manuscripts and album paintings from Iran and Turkey (Part Two). The Nour Foundation. ISBN:9781874780816.
- Blair، Shelia (1995). Volume XXVII – A Compendium of Chronicles: Rashid al-Din's illustrated history of the world. The Nour Foundation. ISBN:9781874780656.

### دراسات في مجموعة الخليلي – دراسات أكاديمية
- Khan، Geoffrey (1992). Volume I – Selected Arabic Papyri. The Nour Foundation. ISBN:9781874780663.
- Soucek، Svat (1996). Volume II – Piri Reis and Turkish Mapmaking after Columbus, The Khalili Portolan Atlas. The Nour Foundation. ISBN:9781874780670.
- Sims-Williams، Nicholas (2012). Volume III – (Part One) Bactrian Documents from Northern Afghanistan, Legal and Economic Documents. The Nour Foundation. ISBN:9781874780922.
- Sims-Williams، Nicholas (2007). Volume III – (Part Two) Bactrian Documents from Northern Afghanistan, Letters and Buddhist Texts. The Nour Foundation. ISBN:9781874780908.
- Sims-Williams، Nicholas (2012). Volume III – (Part Three) Bactrian Documents from Northern Afghanistan, Plates. The Nour Foundation. ISBN:9781874780915.
- Goodwin، Tony (2005). Volume IV – Arab-Byzantine Coinage. The Nour Foundation. ISBN:9781874780755.
- Khan، Geoffrey (2007). Volume V – Arabic Documents from Early Islamic Khurasan. The Nour Foundation. ISBN:9781874780717.
- Chaldecott، Nada (2020). Volume VI – Turcoman Jewellery. The Nour Foundation. ISBN:9781874780939.

### الوثائق الآرامية
- Naveh، Joseph؛ Shaked، Shaul (2012). Aramaic Documents from Ancient Bactria. Khalili Family Trust. ISBN:9781874780748.

### الفن الياباني في فترة ميجي
- Impey، Oliver؛ Fairley، Malcolm (1995). Volume I – MEIJI NO TAKARA – Treasures of Imperial Japan; Selected Essays. Kibo Foundation. ISBN:9781874780014.
- Impey، Oliver؛ Fairley، Malcolm (1995). Volume II – MEIJI NO TAKARA – Treasures of Imperial Japan; Metalwork Parts One & Two. Kibo Foundation. ISBN:9781874780021.
- Impey، Oliver؛ Fairley، Malcolm (1995). Volume III – MEIJI NO TAKARA – Treasures of Imperial Japan; Enamel. Kibo Foundation. ISBN:9781874780038.
- Impey، Oliver؛ Fairley، Malcolm؛ Earle، Joe (1995). Volume IV – MEIJI NO TAKARA – Treasures of Imperial Japan; Lacquer Parts One & Two. Kibo Foundation. ISBN:9781874780045.
- Impey، Oliver؛ Fairley، Malcolm (1995). Volume V, Part I – MEIJI NO TAKARA – Treasures of Imperial Japan; Ceramics Part One: Porcelain. Kibo Foundation. ISBN:9781874780052.
- Impey، Oliver؛ Fairley، Malcolm (1995). Volume V, Part II – MEIJI NO TAKARA – Treasures of Imperial Japan; Ceramics Part Two: Earthenware. Kibo Foundation. ISBN:9781874780069.
- Earle، Joe (1995). Volume VI – MEIJI NO TAKARA – Treasures of Imperial Japan; Masterpieces by Shibata Zeshin. Kibo Foundation. ISBN:9781874780083.

### كيمونو ياباني
- Jackson، Anna (2015). Kimono: The Japanese Art of Pattern and Fashion. Thames & Hudson. ISBN:9780500518021.

### فن النسيج السويدي
- Hansen، Viveka؛ Institutet för Kulturforskning (1996). Swedish Textile Art: Traditional Marriage Weavings from Scania: The Khalili Collection. Nour Foundation. ISBN:9781874780076.

### أعمال معدنية دمشقية إسبانية
- Lavin، James D.؛ Larrañaga، Ramiro (1997). The Art and Tradition of the Zuloagas: Spanish Damascene from the Khalili Collection. Khalili Family Trust. ISBN:9781874780113.

### مينا العالم
- Williams، Haydn (2009). Enamels of the World, 1700-2000: The Khalili Collections. Khalili Family Trust. ISBN:9781874780175.

## المعارض
تم اختيار المعارض التالية حصريًا من مجموعة الخليلي.

### الفن الإسلامي
كانت هذه المجموعة هي الأساس في عام 2008 لأول معرض شامل للفن الإسلامي الذي أقيم في الشرق الأوسط، في قصر الإمارات في أبو ظبي . وكان هذا أيضًا أكبر معرض للفن الإسلامي أقيم في أي مكان حتى ذلك التاريخ. أقيمت معارض مستوحاة حصريًا من المجموعة في معرض نيو ساوث ويلز للفنون في سيدني، ومعهد العالم العربي في باريس، والكنيسة الجديدة في أمستردام، بالإضافة إلى العديد من المتاحف والمؤسسات الأخرى في جميع أنحاء العالم.
إمبراطورية السلاطين: الفن العثماني من مجموعة الخليلي
- تموز - أيلول 1995 متحف راث[الإنجليزية]، جنيف، سويسرا
- تموز - تشرين الأول 1996 معرض بروناي، كلية الدراسات الشرقية والأفريقية ، لندن، المملكة المتحدة
- كانون الأول 1996 – حزيران 1997 متحف إسرائيل ، القدس، فلسطين المحتلة
- فبراير - أبريل 2000 جمعية الفنون الأربعة[الإنجليزية]، بالم بيتش، فلوريدا، الولايات المتحدة الأمريكية

عجائب الشرق: لوحات هندية من العصر المغولي من مجموعة خليلي
- أيار – تموز 2000، متحف تل أبيب للفنون ، فلسطين المحتلة

إمبراطورية السلاطين: الفن العثماني من مجموعة الخليلي
- يوليو - أكتوبر 2000 معهد ديترويت للفنون ، ديترويت، ميشيغان، الولايات المتحدة الأمريكية
- أكتوبر 2000 – يناير 2001 متحف ألباكركي للفنون والتاريخ[الإنجليزية]، ألباكركي، نيو مكسيكو، الولايات المتحدة الأمريكية
- يناير - أبريل 2001 متحف بورتلاند للفنون[الإنجليزية]، بورتلاند، أوريغون، الولايات المتحدة الأمريكية
- أغسطس - أكتوبر 2001 متحف الفن الآسيوي في سان فرانسيسكو[الإنجليزية]، سان فرانسيسكو، كاليفورنيا، الولايات المتحدة الأمريكية
- أكتوبر 2001 – يناير 2002 متحف بروس للفنون والعلوم[الإنجليزية]، غرينتش، كونيتيكت، الولايات المتحدة الأمريكية
- فبراير - أبريل 2002 متحف ميلووكي للفنون ، ميلووكي، ويسكونسن، الولايات المتحدة الأمريكية
- مايو - يوليو 2002 متحف كارولينا الشمالية للفنون، رالي، كارولينا الشمالية، الولايات المتحدة الأمريكية
- أغسطس 2002 – يناير 2003 متحف الفن، جامعة بريغهام يونغ ، بروفو، يوتا، الولايات المتحدة الأمريكية

زخارف الفارس: الأنماط الإسلامية في أوروبا في القرن التاسع عشر
- أكتوبر - ديسمبر 2002 متحف لايتون هاوس[الإنجليزية]، لندن، المملكة المتحدة

إمبراطورية السلاطين: الفن العثماني من مجموعة الخليلي
- فبراير - أبريل 2003 متحف أوكلاهوما سيتي للفنون[الإنجليزية]، أوكلاهوما سيتي، أوكلاهوما، الولايات المتحدة الأمريكية
- مايو - أغسطس 2003 مركز فيرست للفنون البصرية[الإنجليزية]، ناشفيل، تينيسي، الولايات المتحدة الأمريكية
- أغسطس - نوفمبر 2003 متحف الفنون والعلوم بجورجيا الأمريكية[الإنجليزية]، ماكون، جورجيا، الولايات المتحدة الأمريكية
- نوفمبر 2003 - فبراير 2004 مركز فريك للفنون والتاريخ[الإنجليزية]، بيتسبرغ، بنسلفانيا، الولايات المتحدة الأمريكية

فنون الإسلام: كنوز من مجموعة ناصر د. خليلي
- يونيو – سبتمبر 2007 معرض نيو ساوث ويلز للفنون ، سيدني، أستراليا [62]
- يناير – مايو 2008، جاليري وان، قصر الإمارات ، أبو ظبي، الإمارات العربية المتحدة
- أكتوبر 2009 – مارس 2010 معهد العالم العربي ، باريس، فرنسا

شغف الكمال: الفن الإسلامي من مجموعة الخليلي
- ديسمبر 2010 – أبريل 2011 نيو كيرك[الإنجليزية]، أمستردام، هولندا

### الفن الياباني
الحرفيون الإمبراطوريون اليابانيون: فن ميجي من مجموعة خليلي
- سبتمبر 1994 – يناير 1995 المتحف البريطاني ، لندن، المملكة المتحدة

كنوز الإمبراطورية اليابانية: سيراميك من مجموعة خليلي
- أكتوبر 1994 – يناير 1995 المتحف الوطني في ويلز ، كارديف، المملكة المتحدة

شيباتا زيشين: روائع الورنيش الياباني من مجموعة خليلي
- أبريل - أكتوبر 1997 المتحف الوطنية في اسكتلندا[الإنجليزية]، إدنبرة، المملكة المتحدة

روائع ميجي: كنوز الإمبراطورية اليابانية
- أبريل - أكتوبر 1999 مركز الفنون الأول على ضفاف النهر في الولايات المتحدة الأمريكية، ويلمنجتون، ديلاوير، الولايات المتحدة الأمريكية

شيباتا زيشين: روائع الورنيش الياباني من مجموعة خليلي
- أكتوبر - نوفمبر 1999 متحف توياما ساتو للفنون، توياما ، اليابان
- نوفمبر 2000 – مارس 2001 متحف رومر وبليزيوس ، هيلدسهايم، ألمانيا

روائع الإمبراطورية اليابانية: فنون عصر ميجي من مجموعة خليلي
- يونيو - سبتمبر 2002 متحف بورتلاند للفنون[الإنجليزية]، بورتلاند، أوريغون، الولايات المتحدة الأمريكية

روائع الإمبراطورية اليابانية: روائع من مجموعة خليلي
- سبتمبر 2004 – فبراير 2005 متحف إسرائيل ، القدس، فلسطين المحتلة

عجائب اليابان الإمبراطورية: فن ميجي من مجموعة خليلي
- يوليو - أكتوبر 2006 متحف فان جوخ ، أمستردام، هولندا

فن ميجي واليابانية: من مجموعة خليلي
- فبراير – يونيو 2007 كونستال[الإنجليزية] كريمس، كريمس، النمسا

ما وراء الخيال: كنوز اليابان الإمبراطورية من مجموعة خليلي، من القرن التاسع عشر إلى أوائل القرن العشرين
- يوليو – أكتوبر 2017 متاحف الكرملين بموسكو[الإنجليزية]، موسكو، روسيا

### أعمال معدنية دمشقية إسبانية
بلاسيدو زولواغا: كنوز إسبانية من مجموعة الخليلي
- مايو 1997 – يناير 1998 متحف فيكتوريا وألبرت ، لندن، المملكة المتحدة

فن وتقاليد الزولواغاس: الدمشقية الإسبانية من مجموعة خليلي
- مايو – أغسطس 2000 متحف الفنون الجميلة ، بلباو، إسبانيا
- فبراير - أبريل 2001 قصر الحمراء ، غرناطة، إسبانيا
- مايو – سبتمبر 2001 مؤسسة طليلطة الملكية، طليطلة ، إسبانيا

بلاسيدو زولواغا: روائع من الذهب والفضة والحديد أعمال معدنية دمشقية من مجموعة الخليلي
- أبريل - أغسطس 2003 متحف رومر وبليزيوس ، هيلدسهايم، ألمانيا

سحر المعدن: كنوز إسبانية من مجموعة الخليلي
- نوفمبر 2011 – أبريل 2012 نُزُل بروفانس[الإنجليزية] ، فاليتا، مالطا

### المنسوجات السويدية
فن النسيج السويدي: مجموعة الخليلي
- فبراير – مارس 1996 مؤسسة IK، بيلدامارناس فاتنتورن، مالمو ، السويد

منسوجات سكاني من القرن الثامن عشر والتاسع عشر في مجموعة الخليلي
- مارس – مايو 2000 المركز الثقافي السويدي[الإنجليزية] ، باريس، فرنسا

نصب تذكاري للحب: منسوجات زفاف سويدية من مجموعة خليلي
- سبتمبر - أكتوبر 2003 معرض جامعة بوسطن للفنون، بوسطن، ماساتشوستس، الولايات المتحدة الأمريكية

### مينا العالم
مينا العالم 1700-2000 من مجموعة الخليلي
- ديسمبر 2009 – أبريل 2010 متحف الإرميتاج الحكومي ، سانت بطرسبرغ، روسيا

## قروض للمتاحف والمعارض الفنية
كما قامت المجموعات أيضًا بإقراض أعمال فنية للعرض في العديد من البلدان.
الجمال الأرضي والفن السماوي: فن الإسلام ، معرض للأشياء من المجموعة الإسلامية ومتحف الإرميتاج الحكومي، تم عرضه في
- نيو كيرك[الإنجليزية]، أمستردام، ديسمبر 1999 – أبريل 2000
- متحف الإرميتاج الحكومي، سانت بطرسبرغ، 2000 – سبتمبر 2001
- غرف الإرميتاج، منزل سومرت[الإنجليزية] ، لندن (باسم الجنة على الأرض: الفن من الأراضي الإسلامية) - مختارات من مجموعة الخليلي ومتحف الإرميتاج الحكومي ، مارس - أغسطس 2004

كانت مجموعة الخليلي أكبر مُقرض لمعرض الحج: رحلة إلى قلب الإسلام في المتحف البريطاني من يناير إلى أبريل 2012. كان هذا أول معرض كبير حول موضوع الحج  وألهم نجاحه معارض لاحقة في المتحف الوطني للإثنولوجيا في لايدن، ومتحف تروبين في أمستردام، ومتحف الفن الإسلامي في الدوحة ، ومعهد العالم العربي في باريس والذي استقى أيضًا من مجموعات الخليلي.

## الرقمنة
منذ عام 2019، أقامت مجموعات الخليلي شراكة مع ويكيميديا المملكة المتحدة لمشاركة صور الأعمال الفنية وتحسين مقالات ويكيبيديا. كما قدمت المجموعات أيضًا صورًا ونصوصًا لـ فنون وثقافة جوجل  وأوروبيانا. بالنسبة للعبة الفيديو أساسنز كريد: السراب لعام 2023، كانت مجموعة خليلي واحدة من أربع مؤسسات شريكة تقدم صورًا لقاعدة البيانات التعليمية للعبة. كان من بين الأشياء المستخدمة لتوضيح أجواء اللعبة في بغداد في القرن التاسع، إسطرلاب وتمثال صغير للجمل والفارس.

## روابط خارجية
- الموقع الرسمي
- مجموعة خليلي على جوجل للفنون والثقافة
- فيلم وثائقي من إنتاج Sky Arts حول المجموعات